# Programul de asamblare a SSI

Configuraţia Statiei Spatiale Internationale in iunie 2008 (NASA)

În tabelul următor este prezentat Programul de asamblare a Statiei Spatiale Internationale. Componentele Stației Spațiale Internaționale care încă nu sunt plasate pe orbită sunt prezentate conform planificării din manifestul Grupului de lucru pentru planificarea zborurilor (engleză Flight Assignment Working Group - FAWG) al NASA, așa cum era în 6 aprilie 2008. Operațiile viitoare sunt însă orientative, deoarece planificarea misiunile navetelor poate fi schimbată între timp.

## Ordinea montării
| Imagine | Element                                                                               | Zbor - misiune  | Lansator  | Data                      | Lungime [m]   | Diametru [m]  | Masă [kg]       |
| ------- | ------------------------------------------------------------------------------------- | --------------- | --------- | ------------------------- | ------------- | ------------- | --------------- |
|         | Zarea (FGB)                                                                           | 1A/R            | Proton-K  | 20 nov 1998               | 12,6          | 4,1           | 19 323          |
|         | Unity (Node 1)                                                                        | 2A - STS-88     | Endeavour | 4 dec 1998                | 5,49          | 4,57          | 11 612          |
|         | Zvezda (Service Module)                                                               | 1R              | Proton-K  | 12 iul 2000               | 13,1          | 4,15          | 19 051          |
|         | Grinda Z1                                                                             | 3A - STS-92     | Discovery | 11 oct 2000               | 4,9           | 4,2           | 8 755           |
|         | Grinda P6 (cu panouri solare)                                                         | 4A - STS-97     | Endeavour | 30 nov 2000               | 73,2          | 4,9           | 15 824          |
|         | Laboratorul Destiny                                                                   | 5A - STS-98     | Atlantis  | 7 feb 2001                | 8,53          | 4,27          | 14 515          |
|         | Platforma de stocare externă ESP 1                                                    | 5A.1 - STS-102  | Discovery | 8 mar 2001                |               |               |                 |
|         | Brațul robotizat Canadarm2                                                            | 6A - STS-100    | Endeavour | 19 apr 2001               | 17,6          | 0,35          | 4 899           |
|         | Sasul Quest                                                                           | 7A - STS-104    | Atlantis  | 12 iul 2001               | 5,5           | 4             | 6 064           |
|         | Modulul de docare Pirs                                                                | 4R              | Soiuz-U   | 14 sep 2001               | 4,91          | 2,55          | 3,580           |
|         | Grinda S0                                                                             | 8A - STS-110    | Atlantis  | 8 apr 2002                | 13,4          | 4,6           | 13 970          |
|         | Baza mobilă pentru Canadarm2                                                          | UF2 - STS-111   | Endeavour | 5 iun 2002                | 5,7           | 2,9           | 1 450           |
|         | Grinda integrată S1                                                                   | 9A - STS-112    | Atlantis  | 7 oct 2002                | 13,7          | 4,6           | 14 120          |
|         | Grinda integrată P1                                                                   | 11A - STS-113   | Endeavour | 23 nov 2002               | 13,7          | 4,6           | 14 000          |
|         | Platforma de stocare externă ESP 2                                                    | LF1 - STS-114   | Discovery | 26 iul 2005               | 3,65          | 4,9           | 2 676 (gol)     |
|         | Grinda integrată babord P3/P4 (cu panouri solare)                                     | 12A - STS-115   | Atlantis  | 9 sep 2006                | 13,8          | 4,9           | 15 900          |
|         | Grinda integrată P5                                                                   | 12A.1 - STS-116 | Discovery | 9 dec 2006                | 3,4           | 4,6           | 1 818           |
|         | Grinda integrată tribord S3/S4 (cu panouri solare)                                    | 13A - STS-117   | Atlantis  | 8 iun 2007                | 13,8          | 4,9           | 15 900          |
|         | Grinda integrată tribord S5 (cu panouri solare) și Platforma de stocare externă ESP 3 | 13A.1 - STS-118 | Endeavour | 8 aug 2007                | 13,7          | 3,9           | 12 598          |
|         | Harmony (Node 2) și reamplasarea grinzii integrate P6                                 | 10A - STS-120   | Discovery | 23 oct 2007               | 7,2           | 4,48          | 14 288          |
|         | Laboratorul Columbus                                                                  | 1E - STS-122    | Atlantis  | 7 feb 2008                | 7             | 4,5           | 12 800          |
|         | Logistica Kibö (ELM-PS ) și manipulatorul robotizat Dextre                            | 1J/A - STS-123  | Endeavour | 11 mar 2008               | 3,9 (ELM-PS)  | 4,4 (ELM-PS)  | 4 200 (ELM-PS)  |
|         | Modulul Kibö (JEM-PM) și brațul robotizat JEM-RMS                                     | 1J - STS-124    | Discovery | 31 mai 2008               | 11,2 (JEM-PM) | 4,4 (JEM-PM)  | 15 900 (JEM-PM) |
|         | Leonardo                                                                              | ULF2 - STS-126  | Endeavour | 10 nov 2008 planificat    |               |               |                 |
|         | Modulul MLM cu Brațul robotizat european                                              | 3R              | Proton-K  | decembrie 2008 planificat |               |               |                 |
|         | Grinda integrată tribord S6 (cu panouri solare)                                       | 15A - STS-119   | Discovery | 12 feb 2009 planificat    | 73,2          | 10,7          | 15 900          |
|         | Modulul JEM-EF                                                                        | 2J/A - STS-127  | Endeavour | 15 mar 2009 planificat    |               |               |                 |
|         | Modulul Donatello                                                                     | 17A - STS-128   | Atlantis  | 30 iul 2009 planificat    |               |               |                 |
|         | Transportoarele logistice Express 1, 2                                                | ULF3 - STS-129  | Discovery | 15 oct 2009 planificat    |               |               |                 |
|         | Node 3 și Cupola                                                                      | 19A - STS-130   | Endeavour | 10 dec 2009 planificat    | 1,5 (Cupola)  | 2,95 (Cupola) | 1 800 (Cupola)  |
|         | Modulul Raffaello                                                                     | ULF4 - STS-131  | Atlantis  | 11 feb 2010 planificat    |               |               |                 |
|         | MRM 1 și ICC-VLD                                                                      | 20A - STS-132   | Discovery | 8 aprilie 2010 planificat |               |               |                 |
|         | Transportoarele logistice Express 3, 4                                                | ULF5 - STS-133  | Endeavour | 31 mai, 2010 planificat   |               |               |                 |

## Configurațiile stației după fiecare zbor/misiune

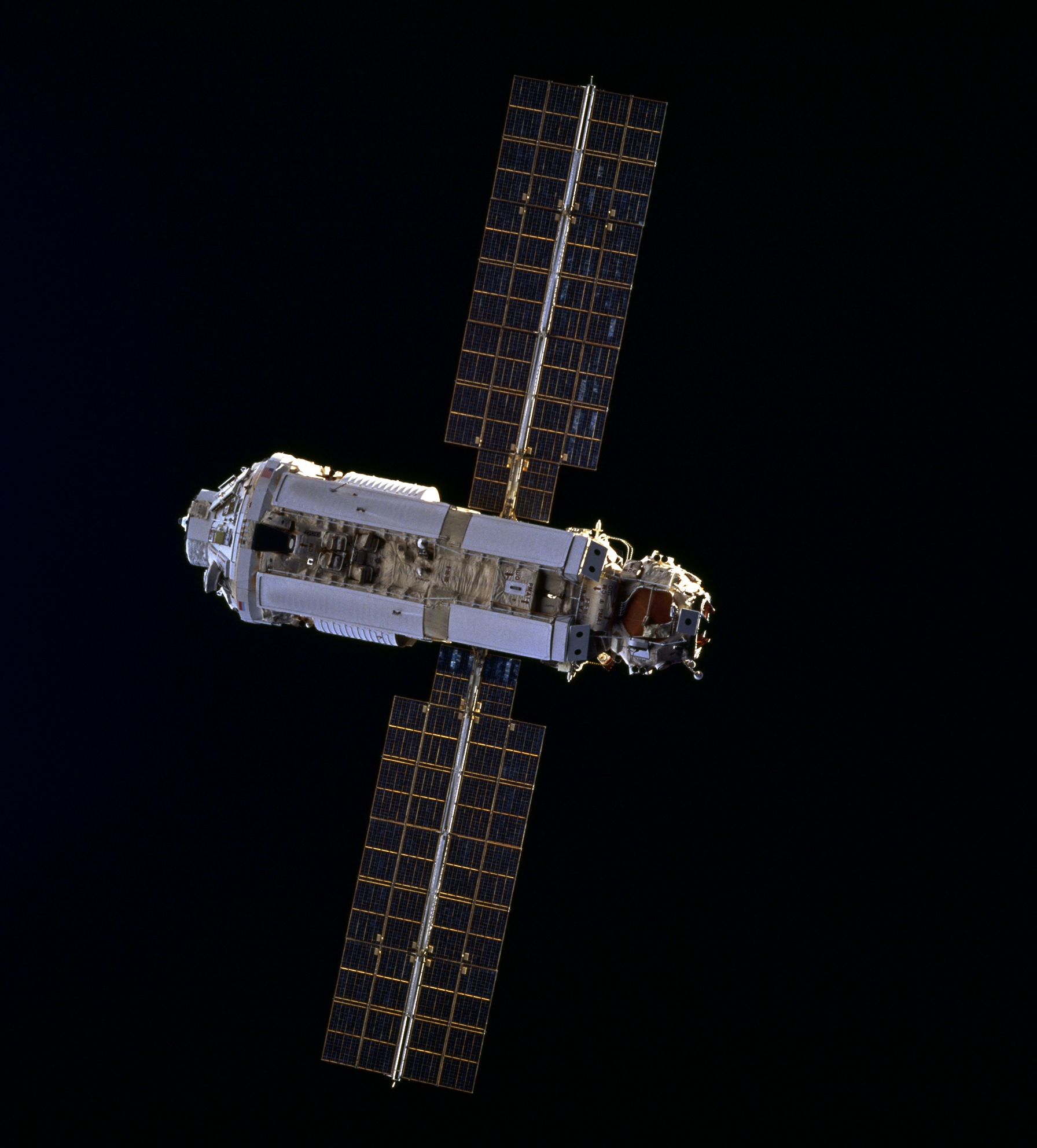
1 A/R
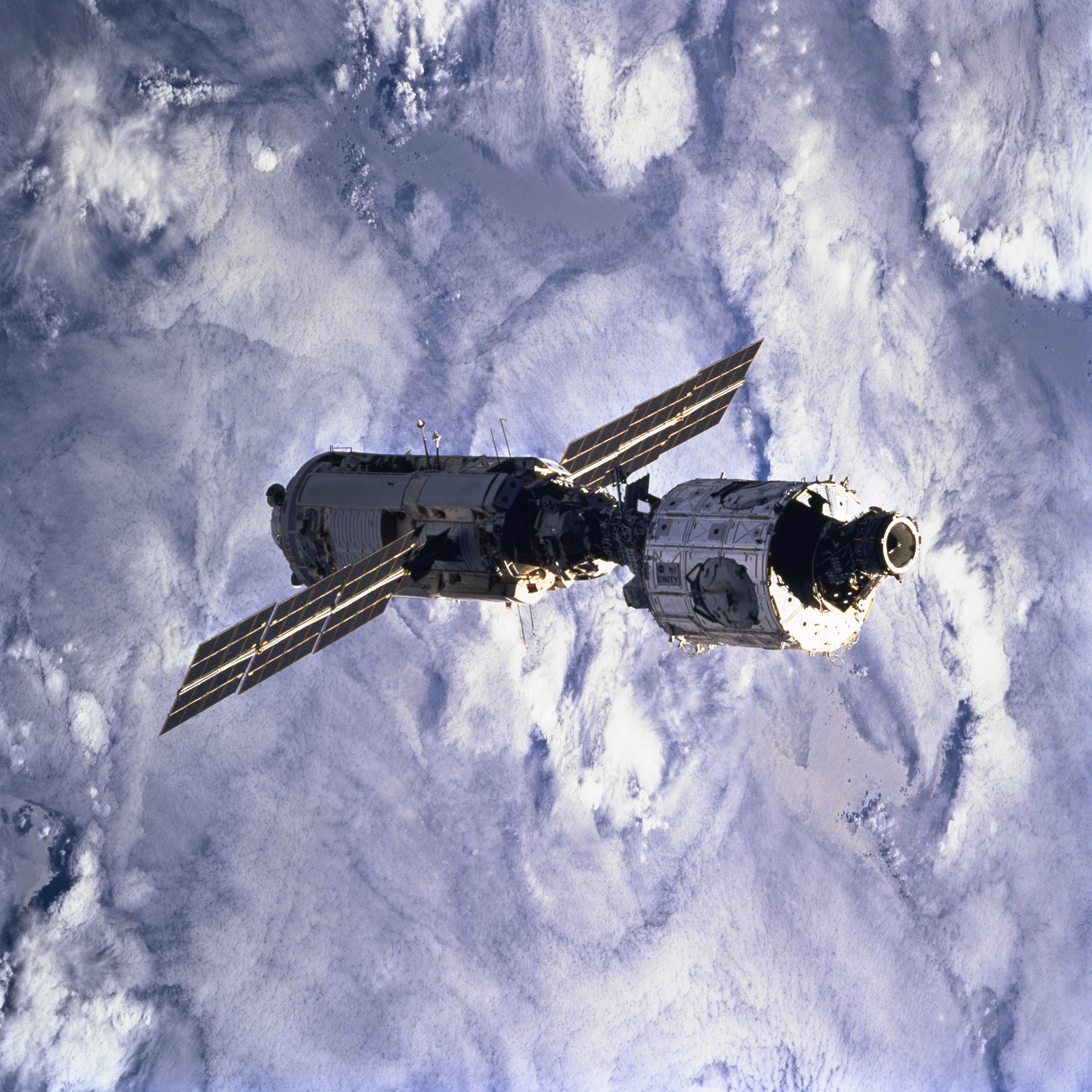
2A
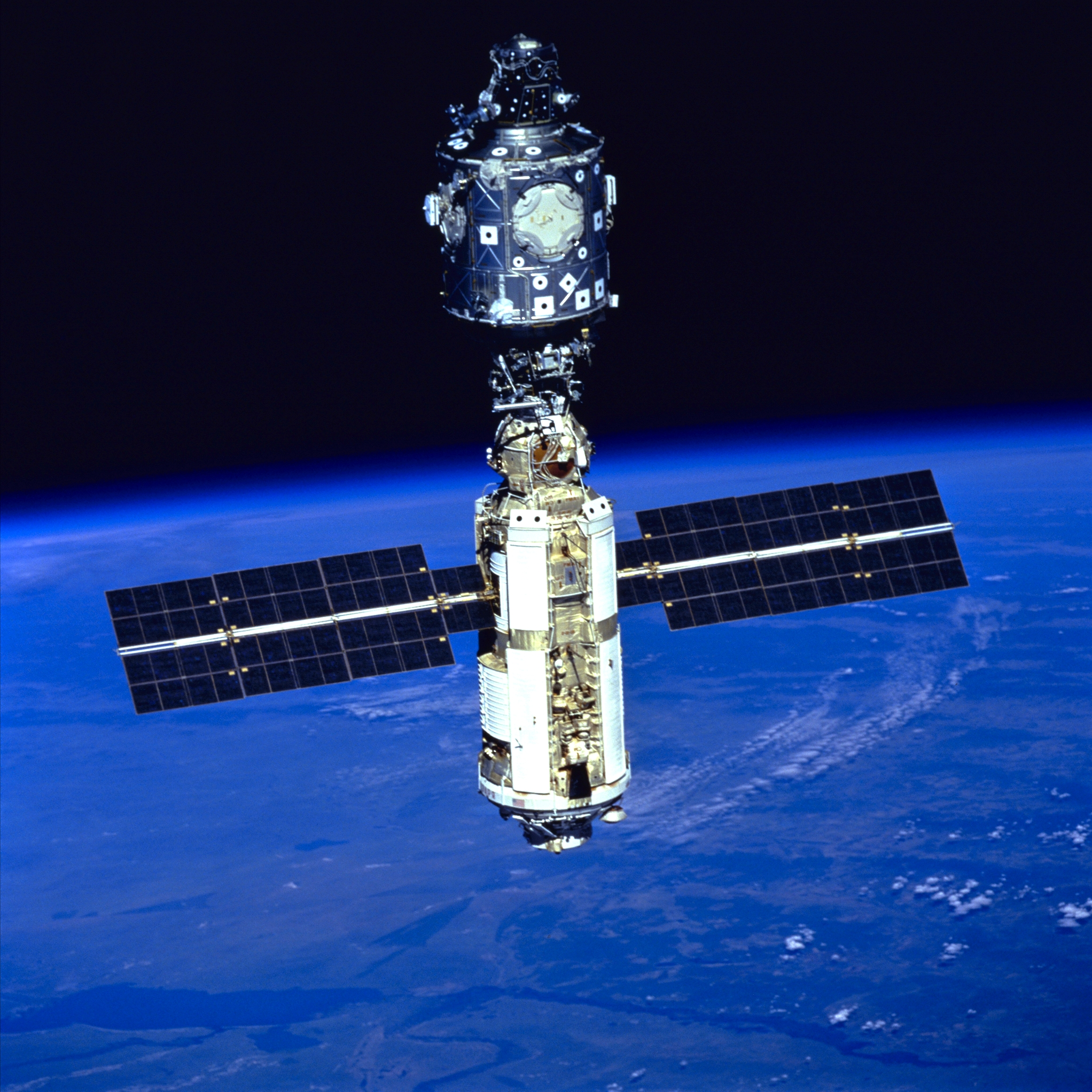
2A.1
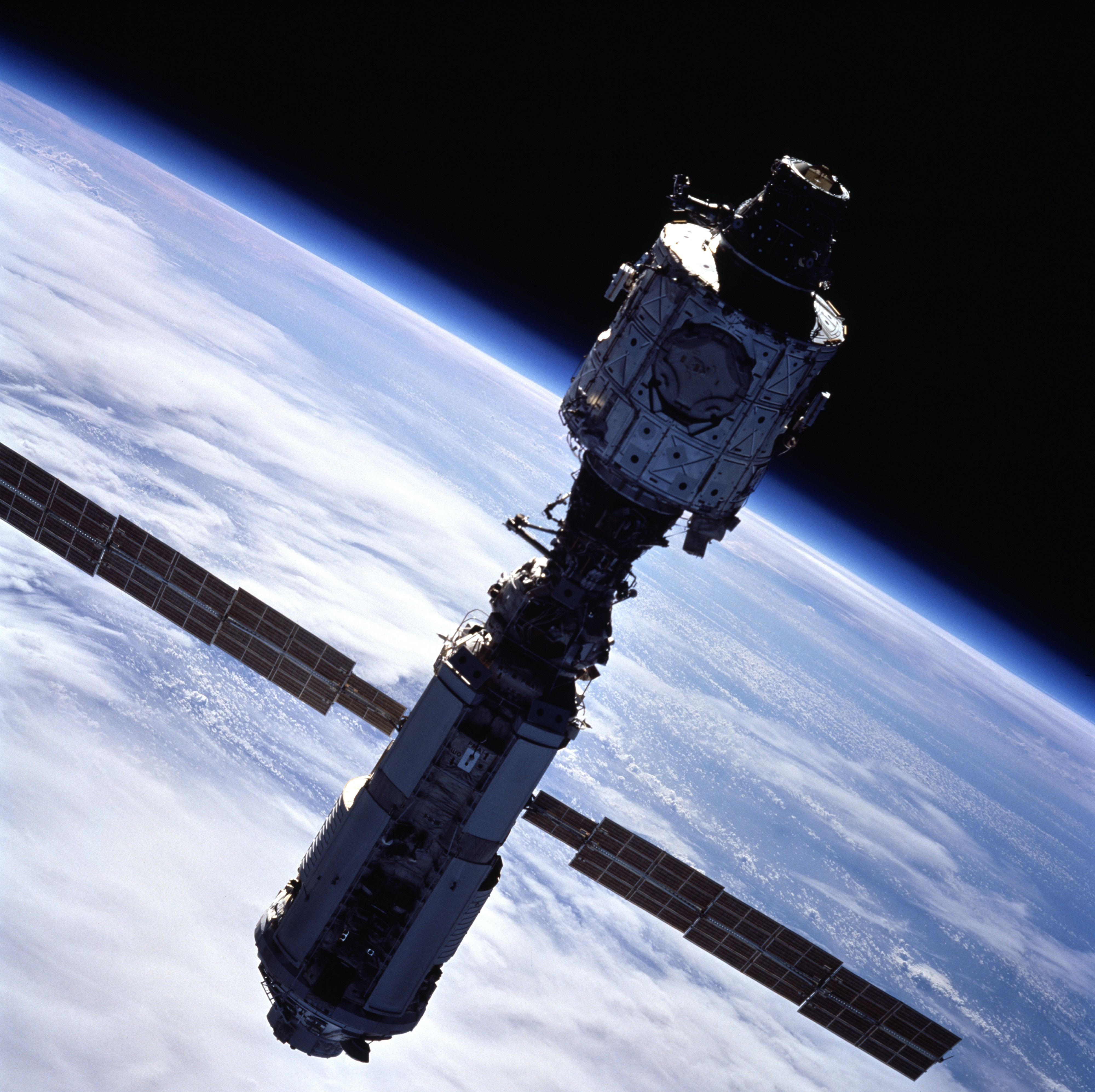
2A.2a
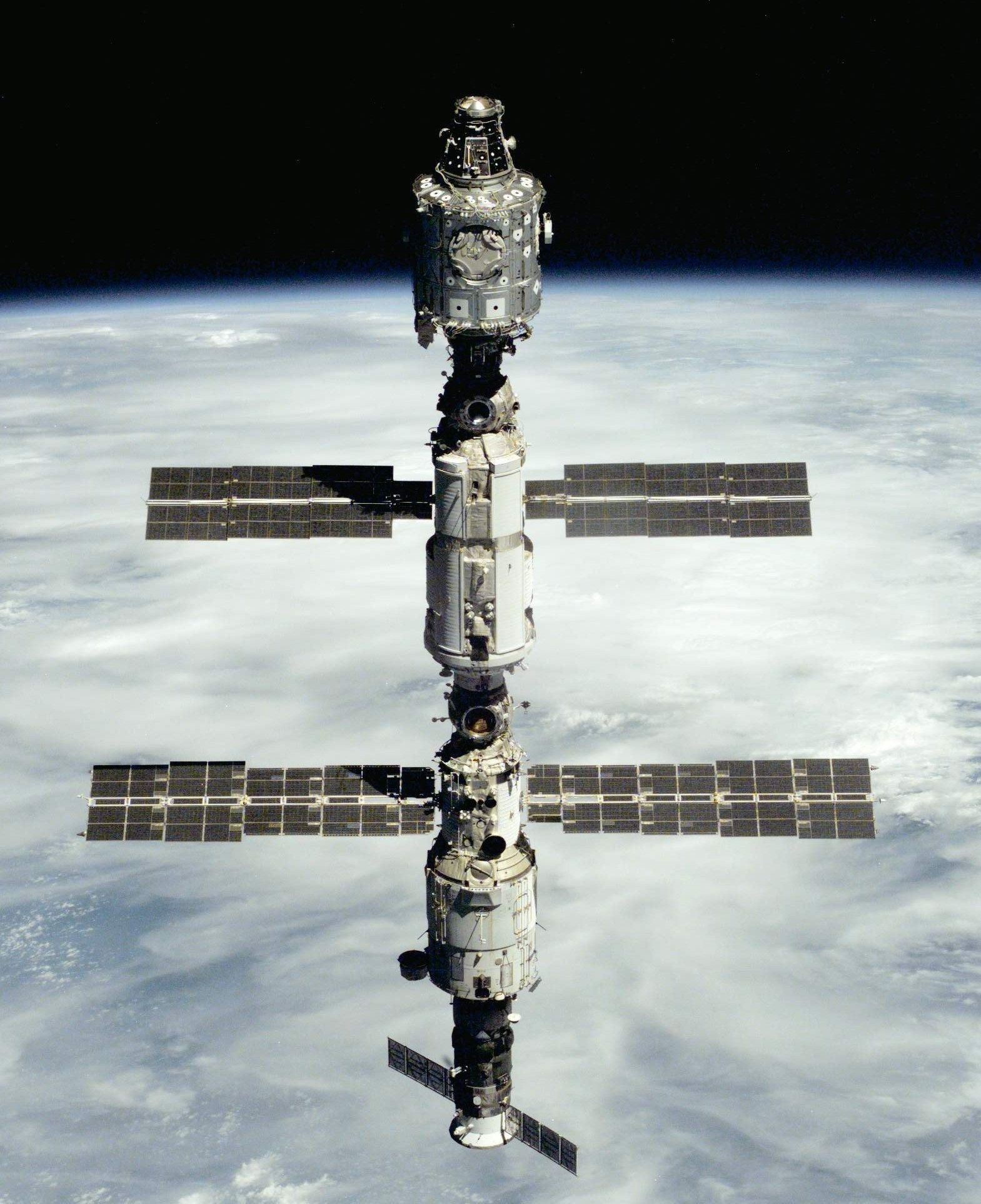
1R
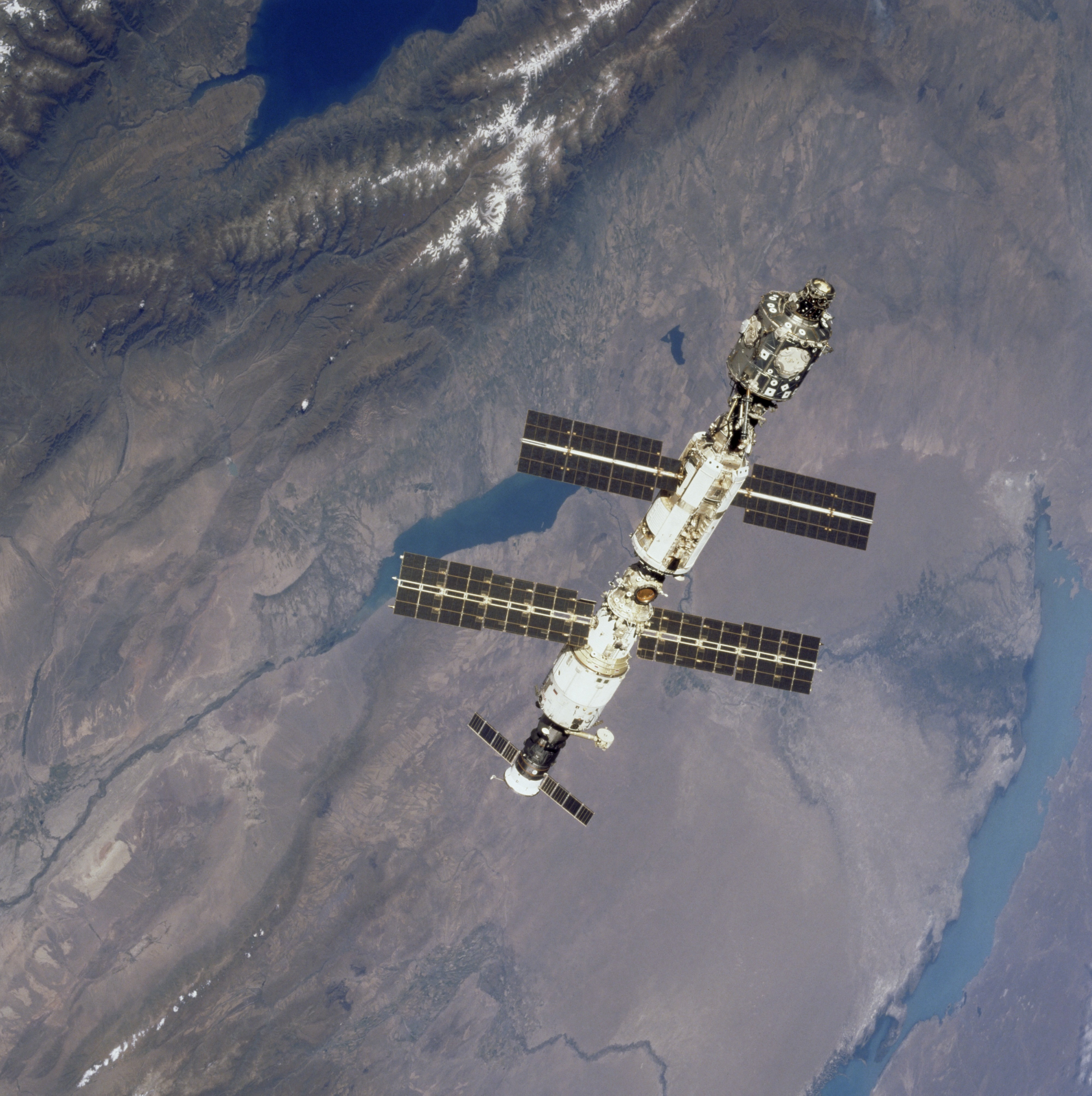
2A.2b
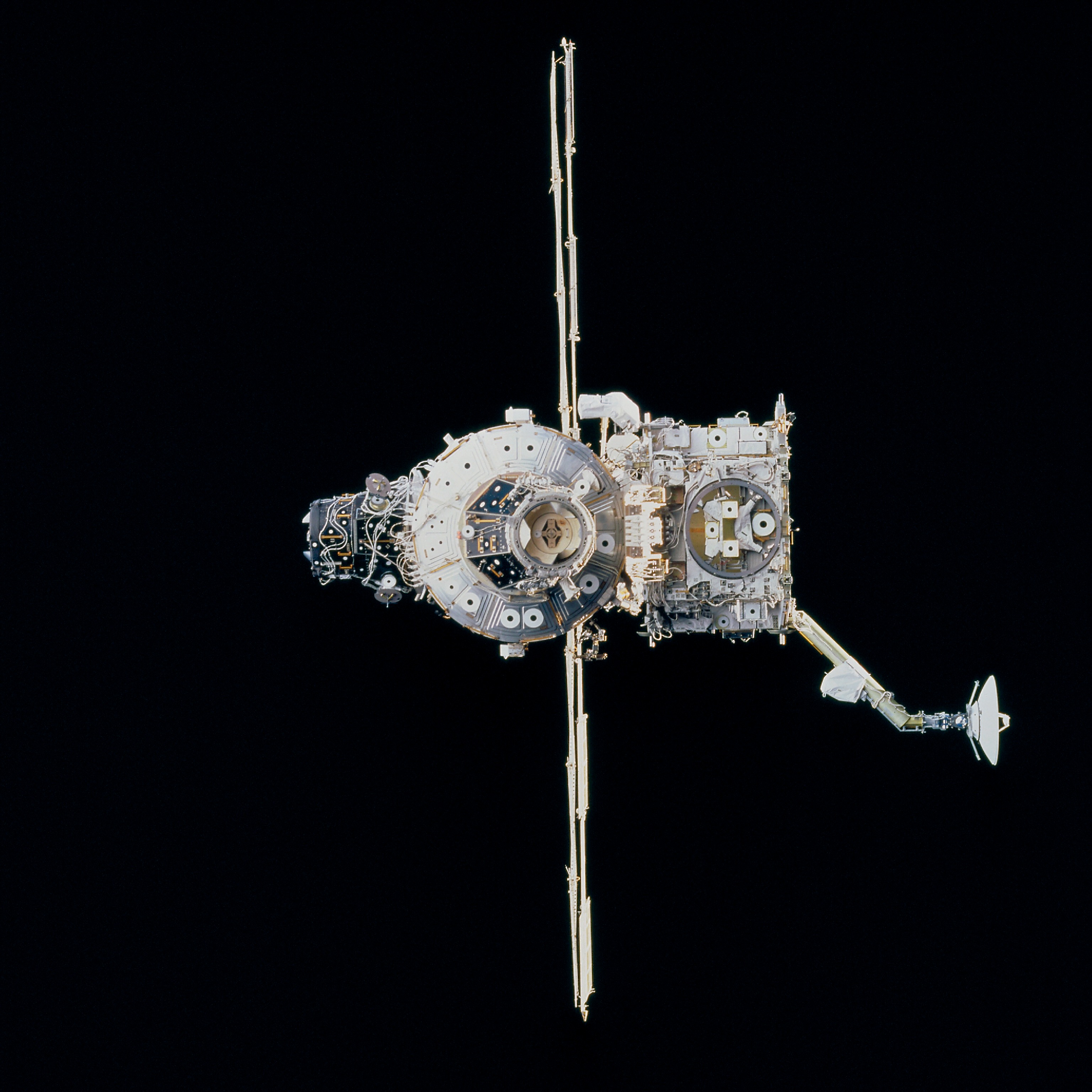
3A
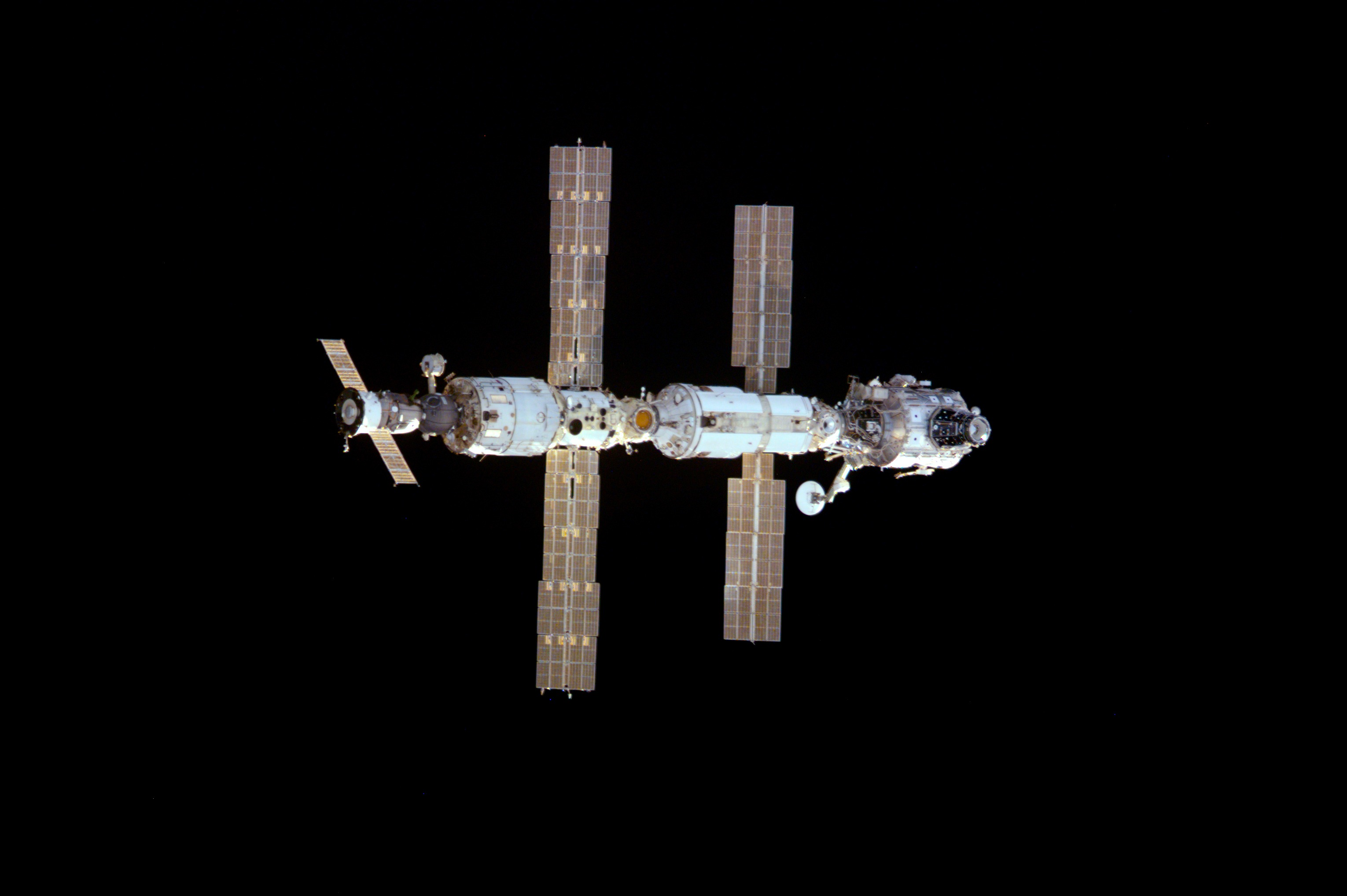
2R
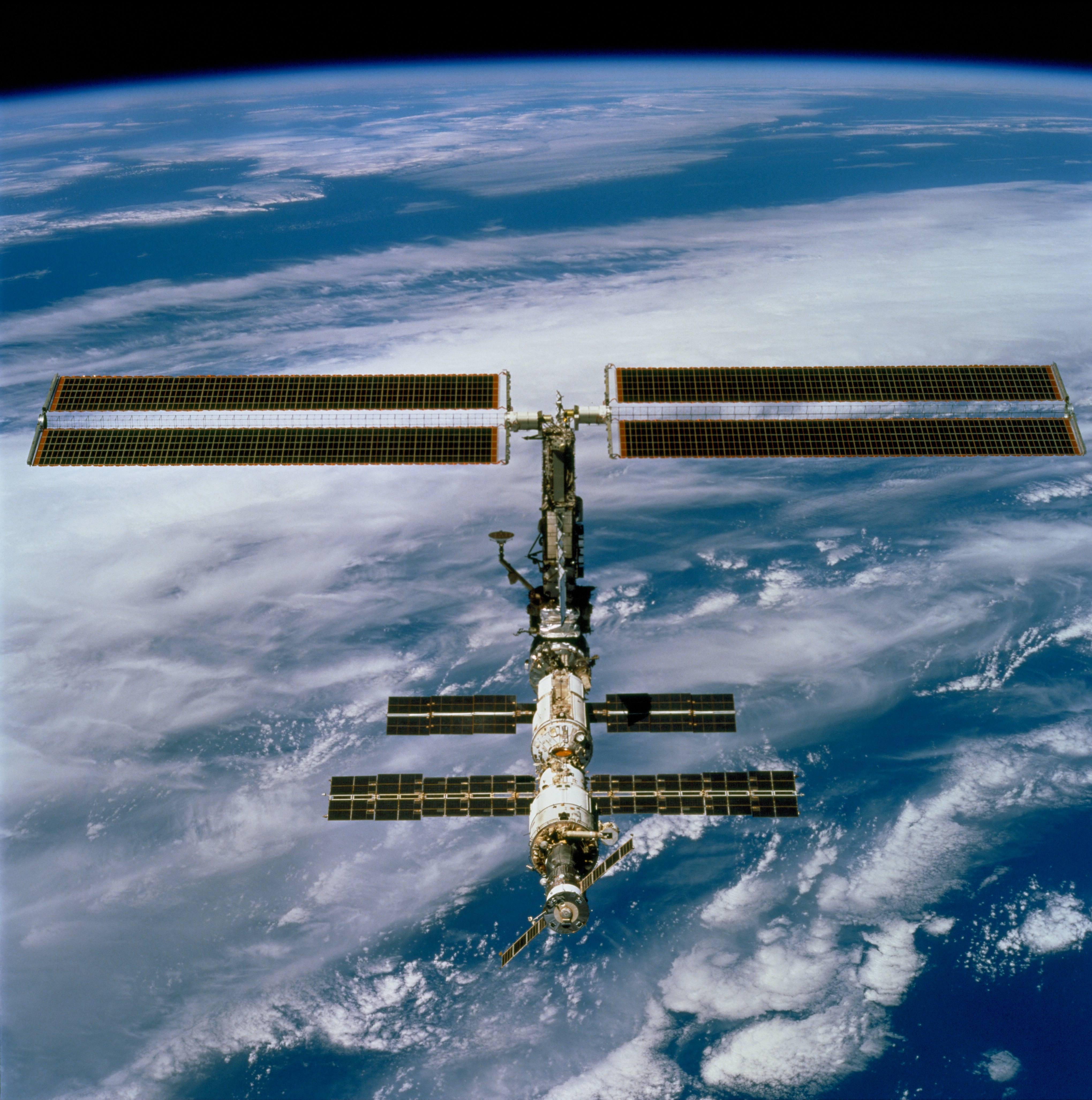
4A
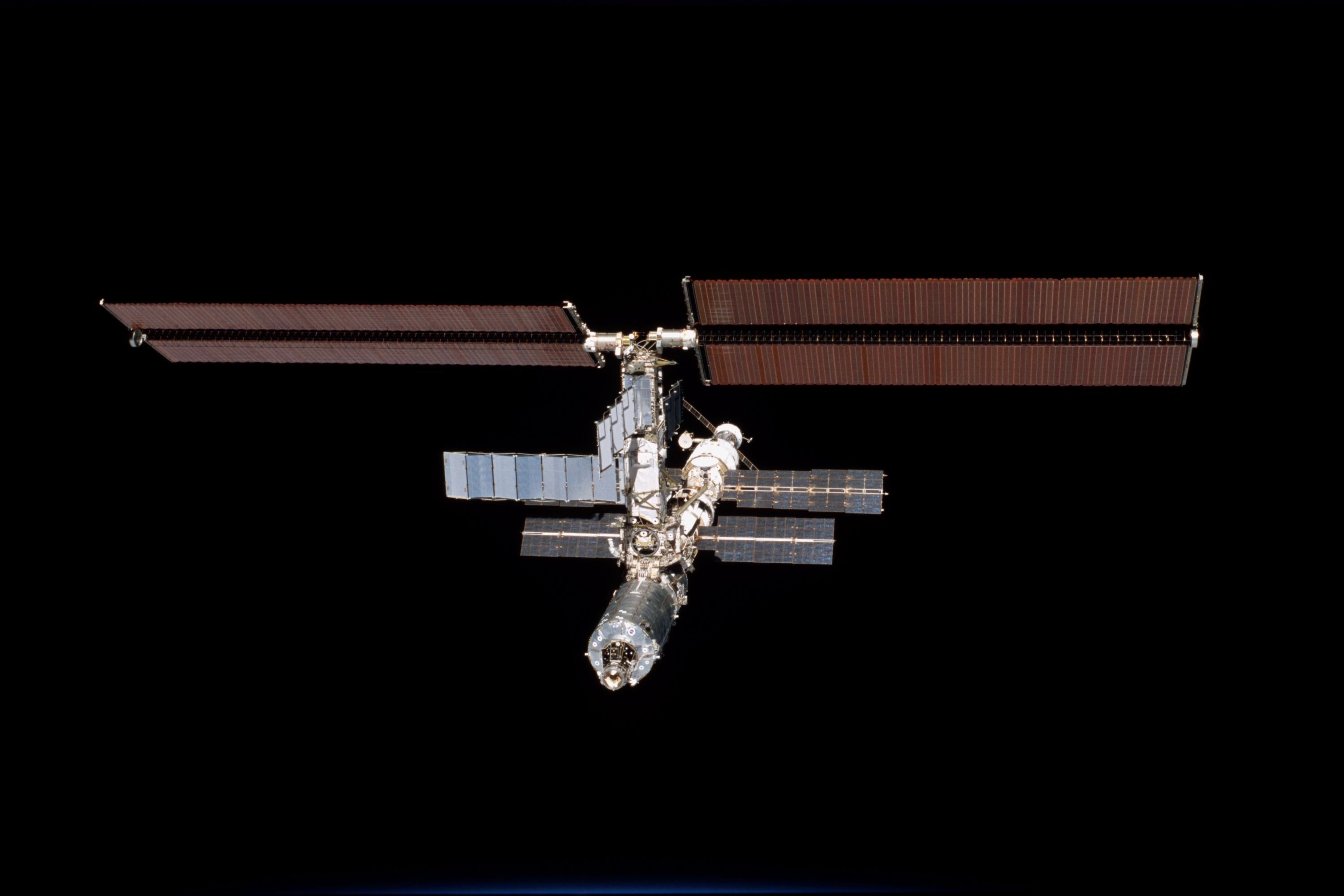
5A
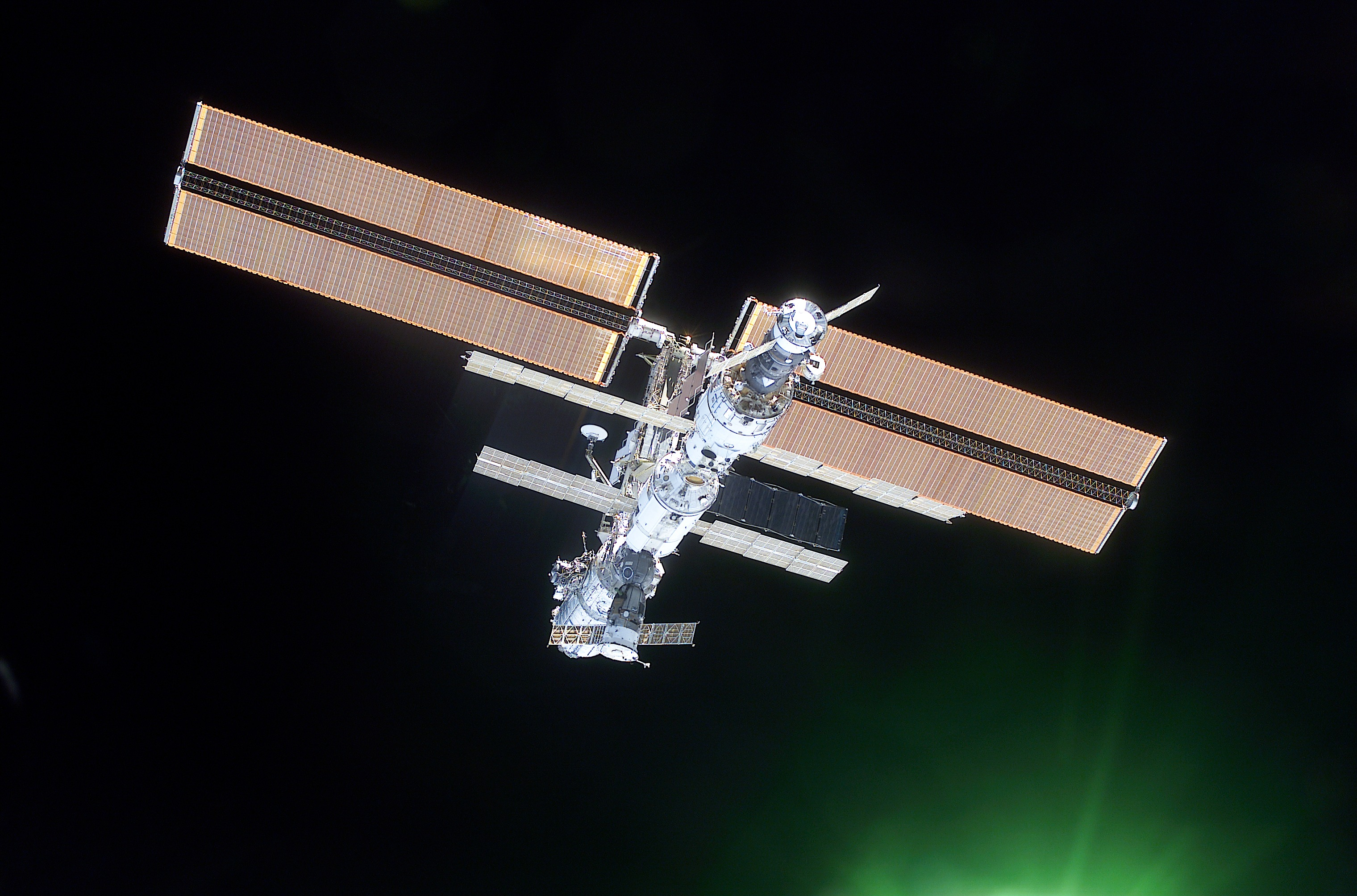
5A.1
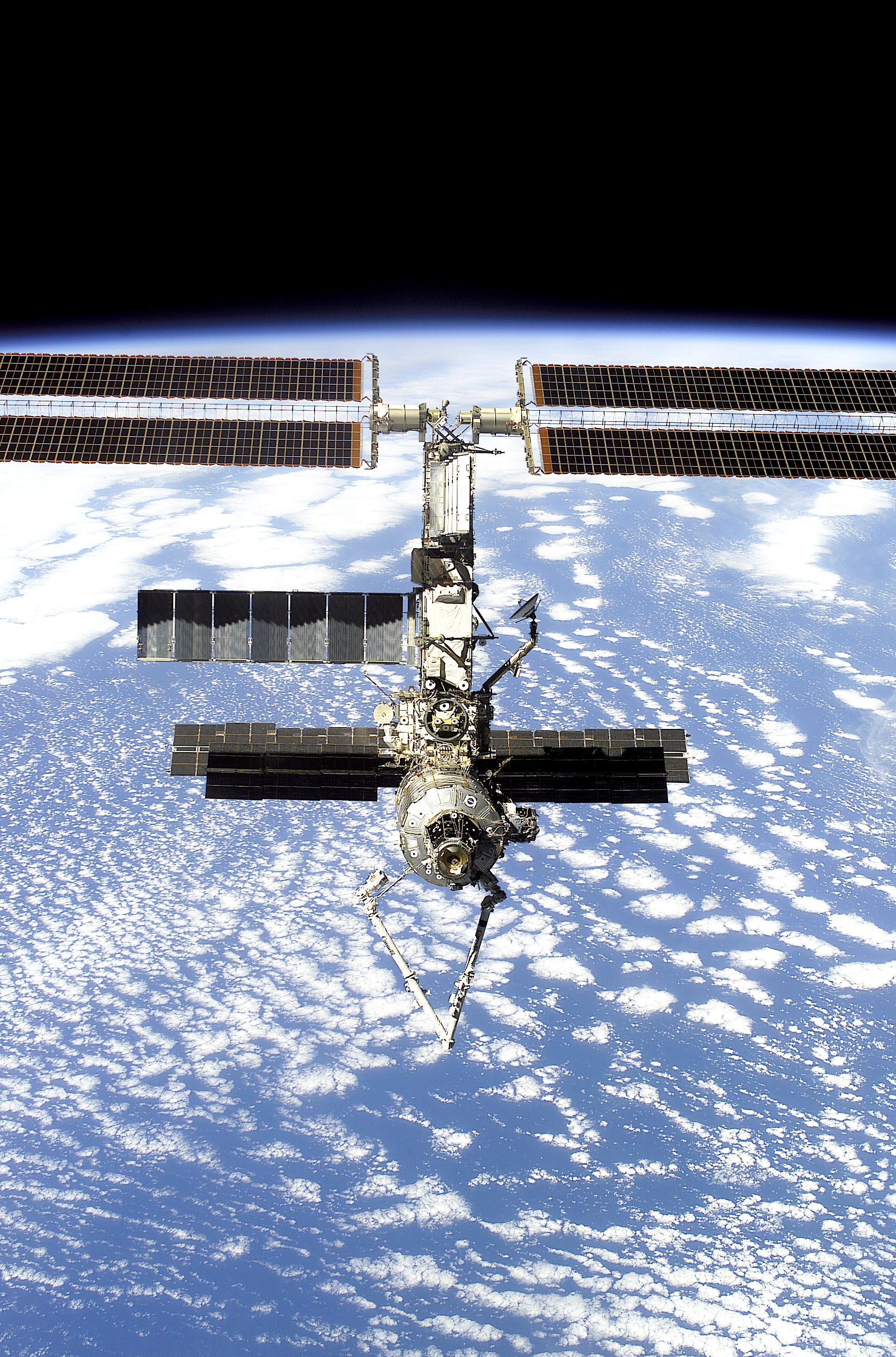
6A
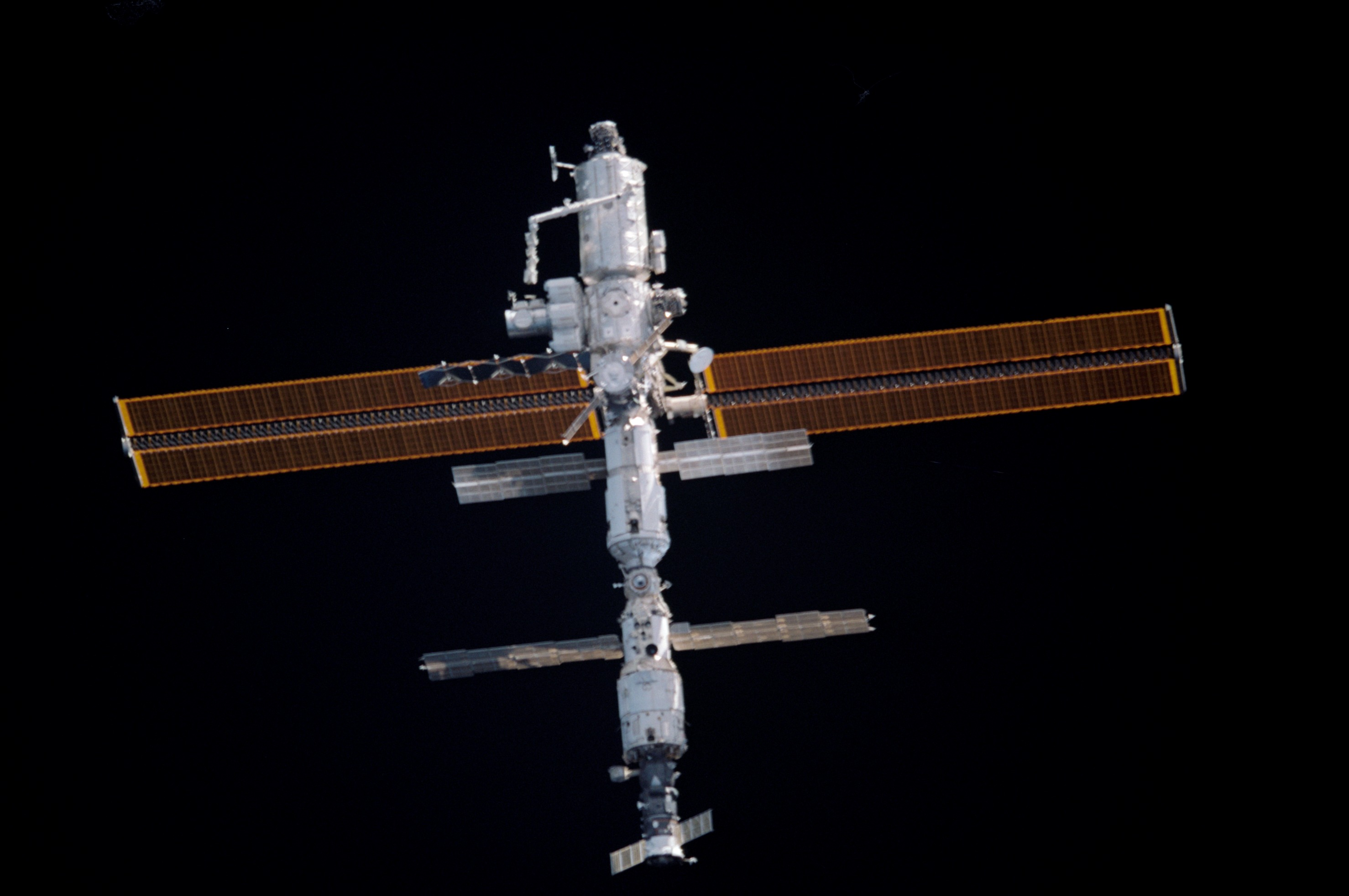
7A
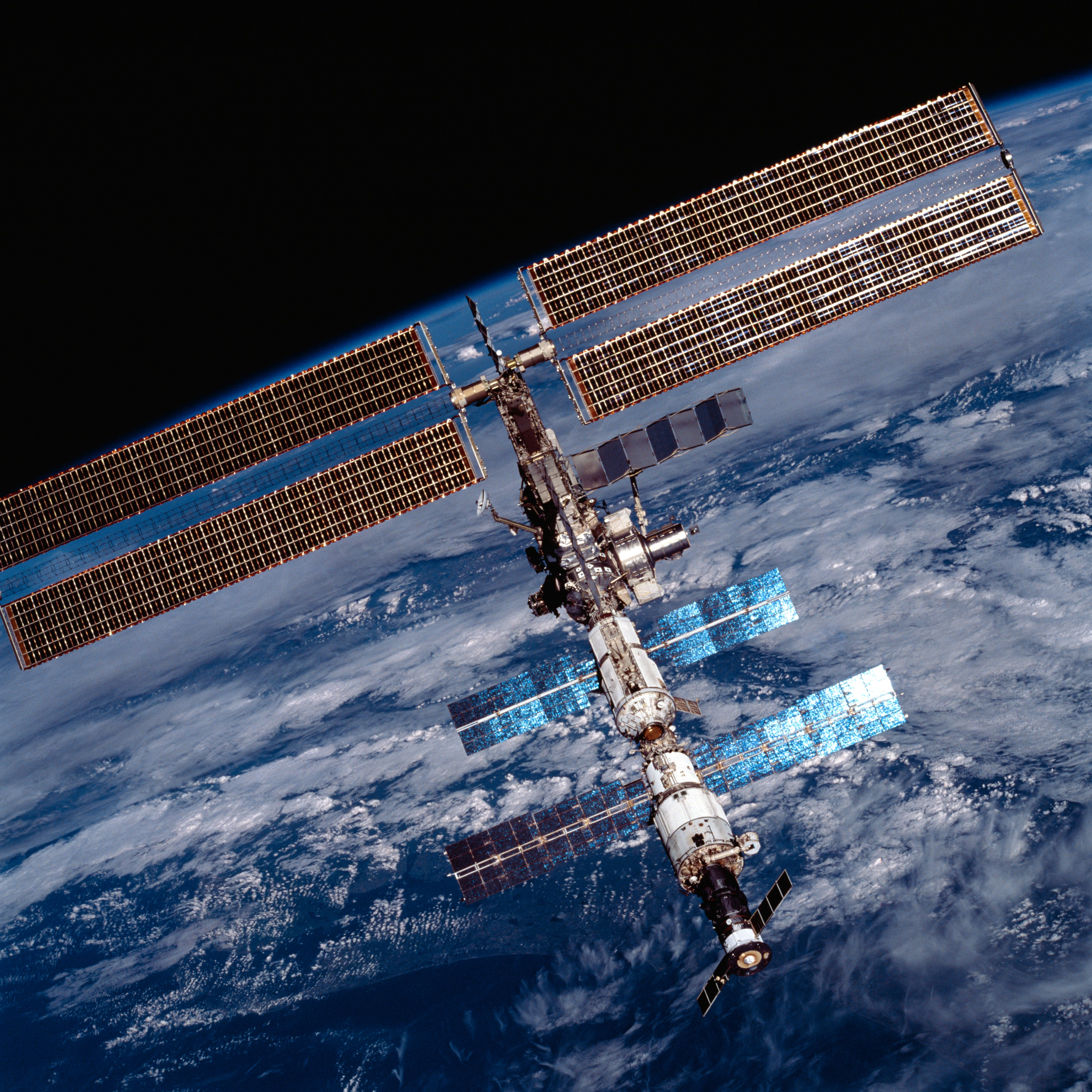
7A.1
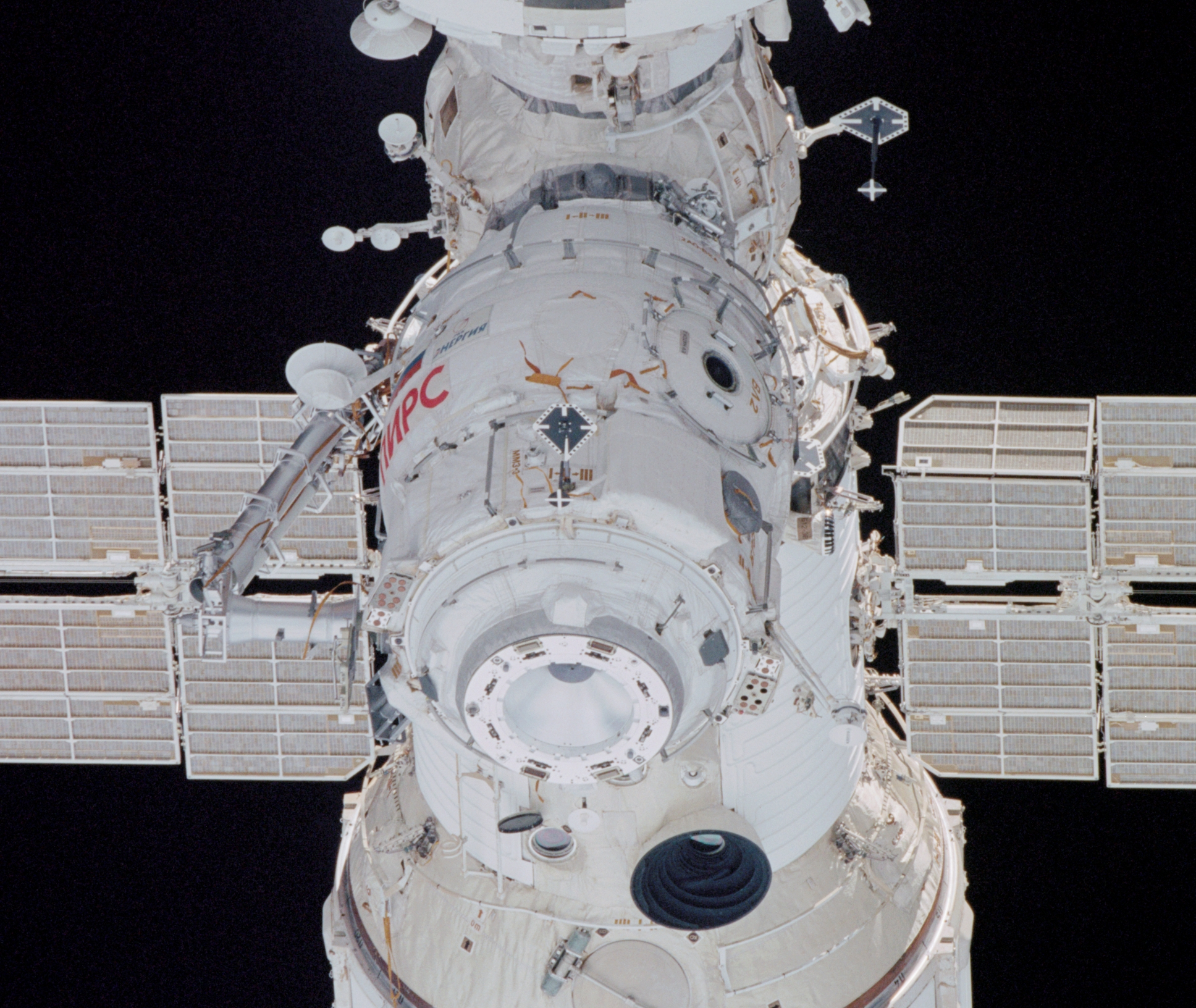
4R
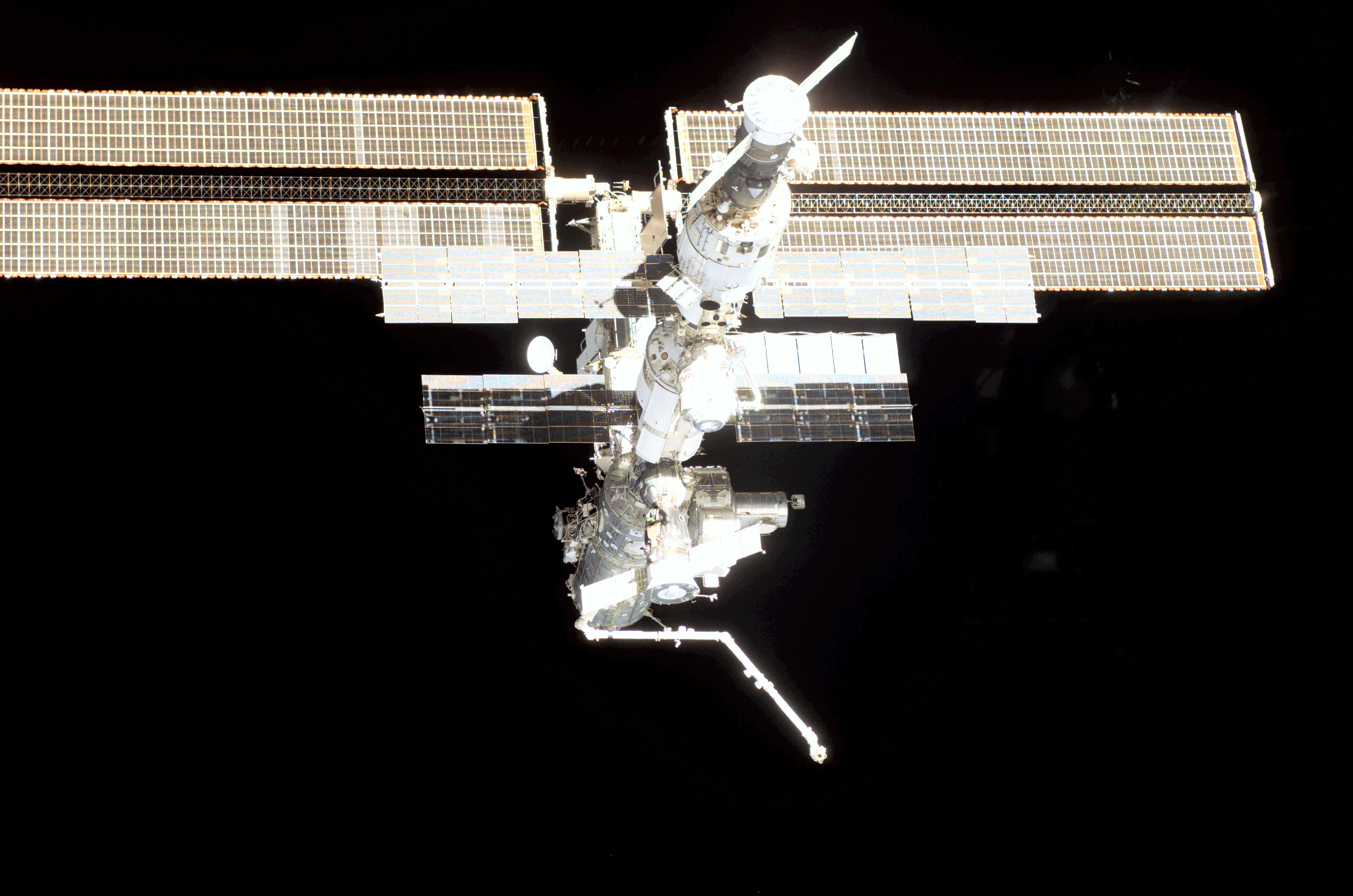
UF-1
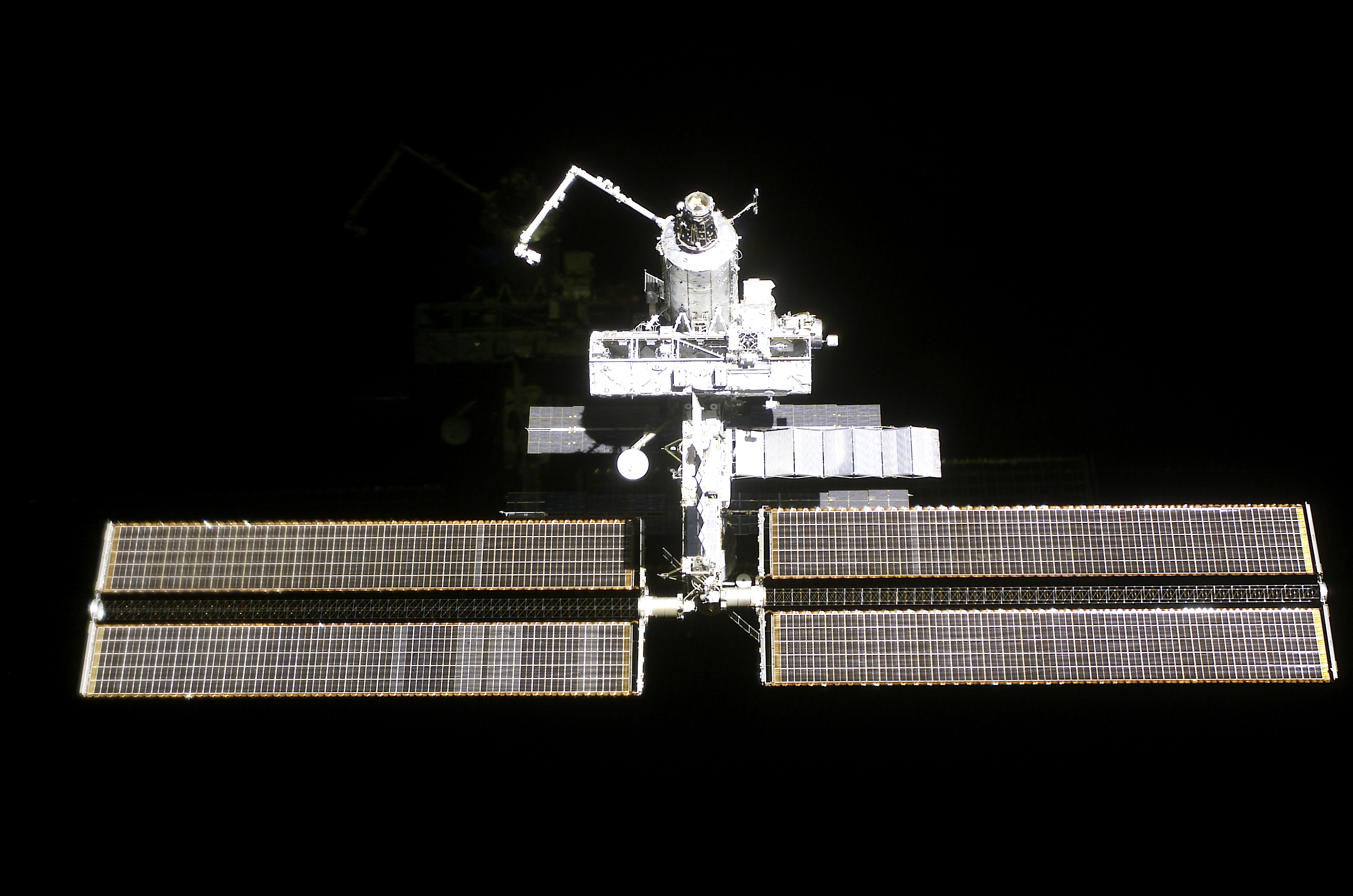
8A
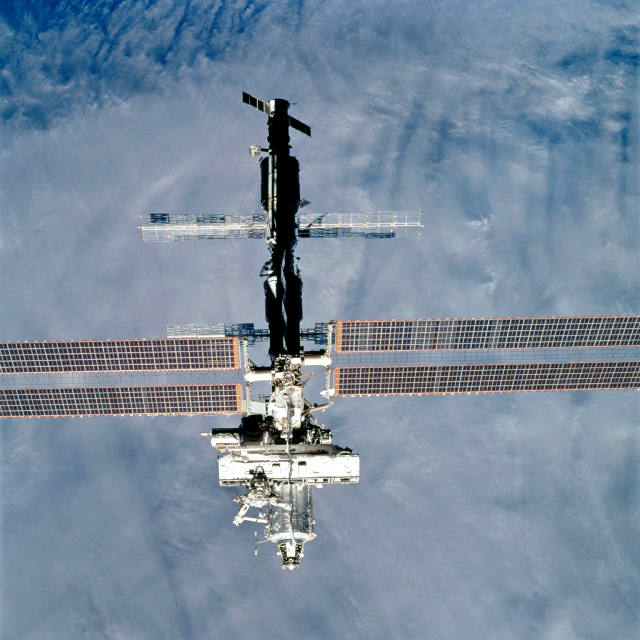
UF-2
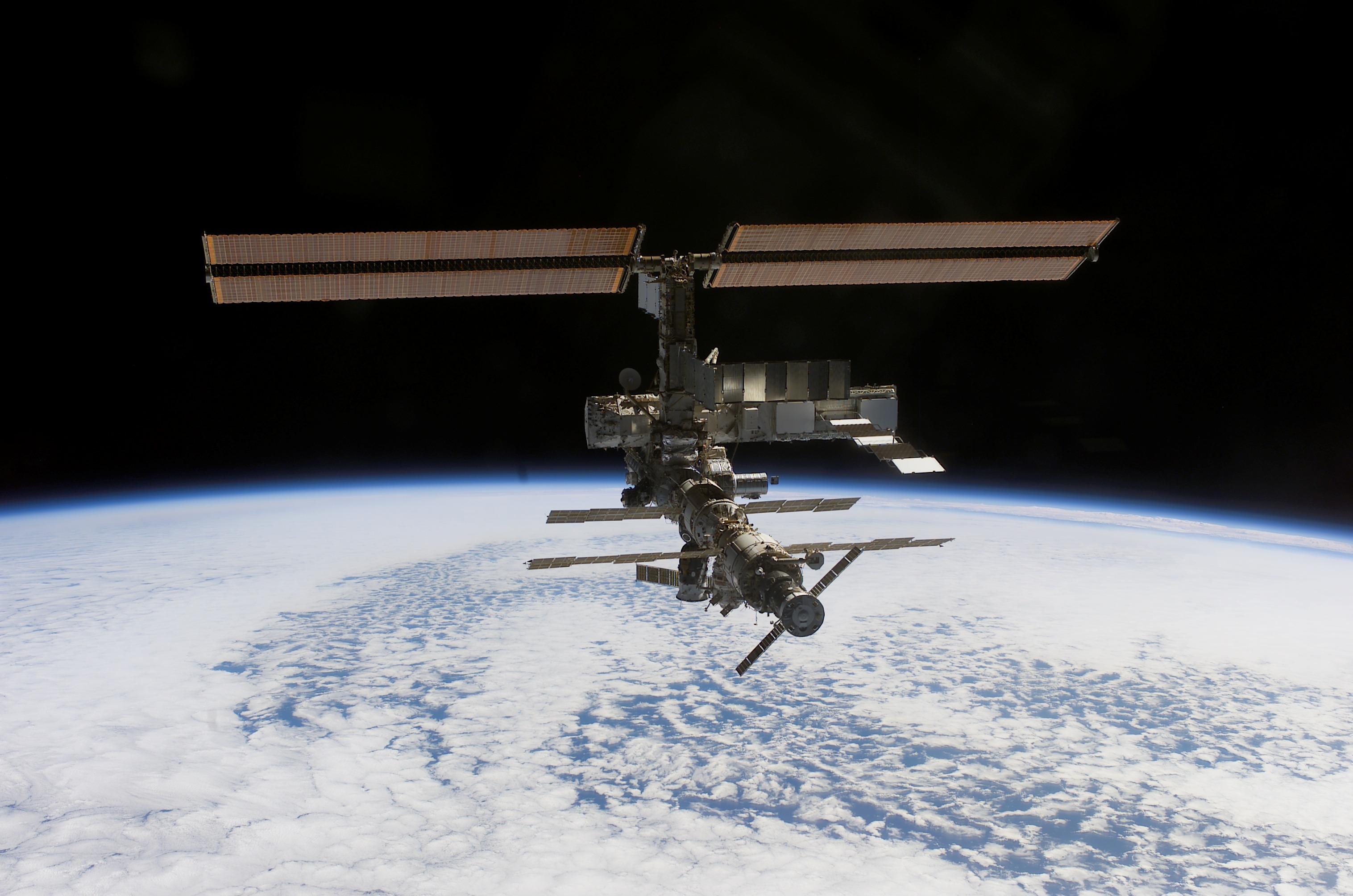
9A
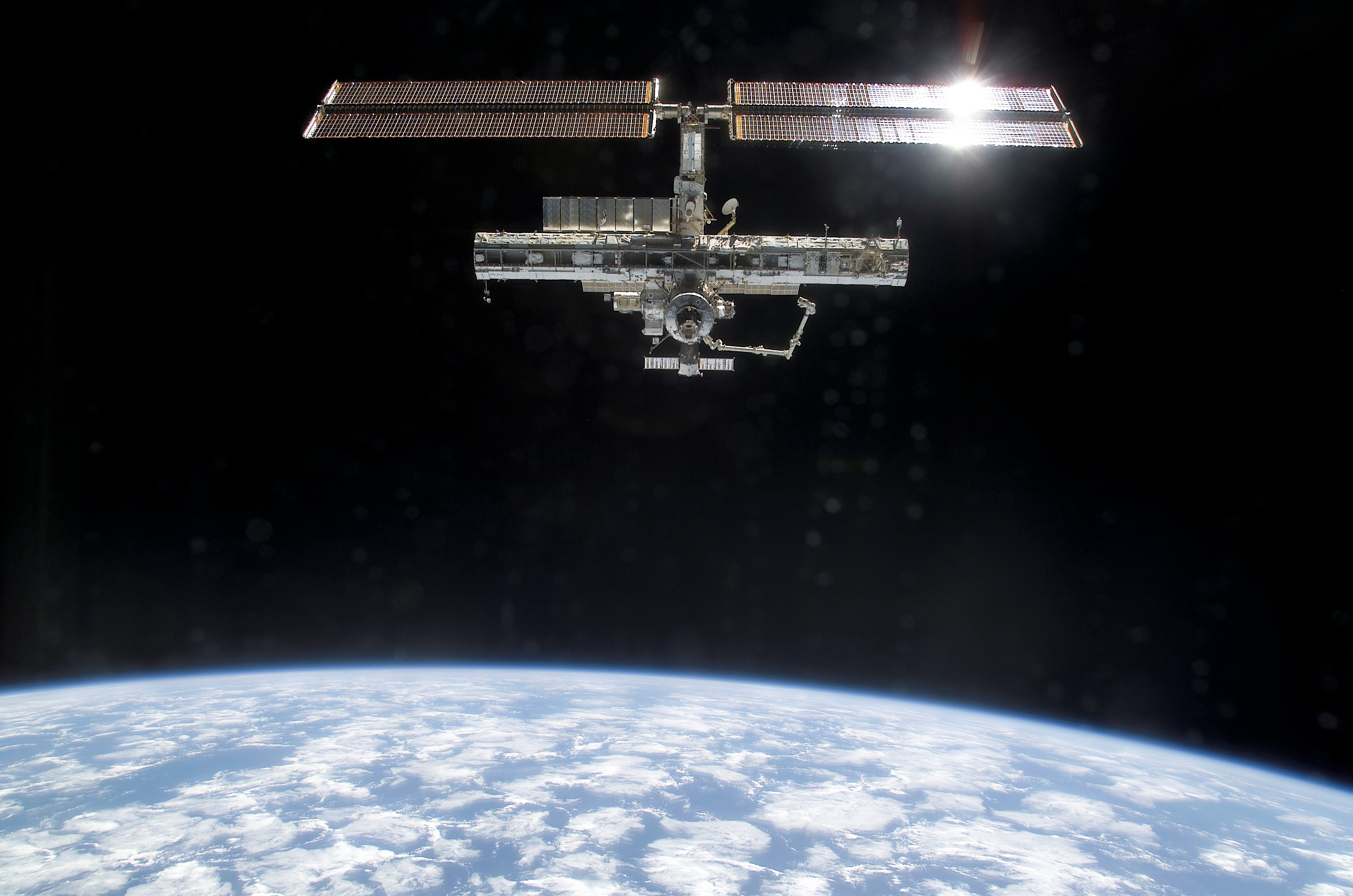
11A
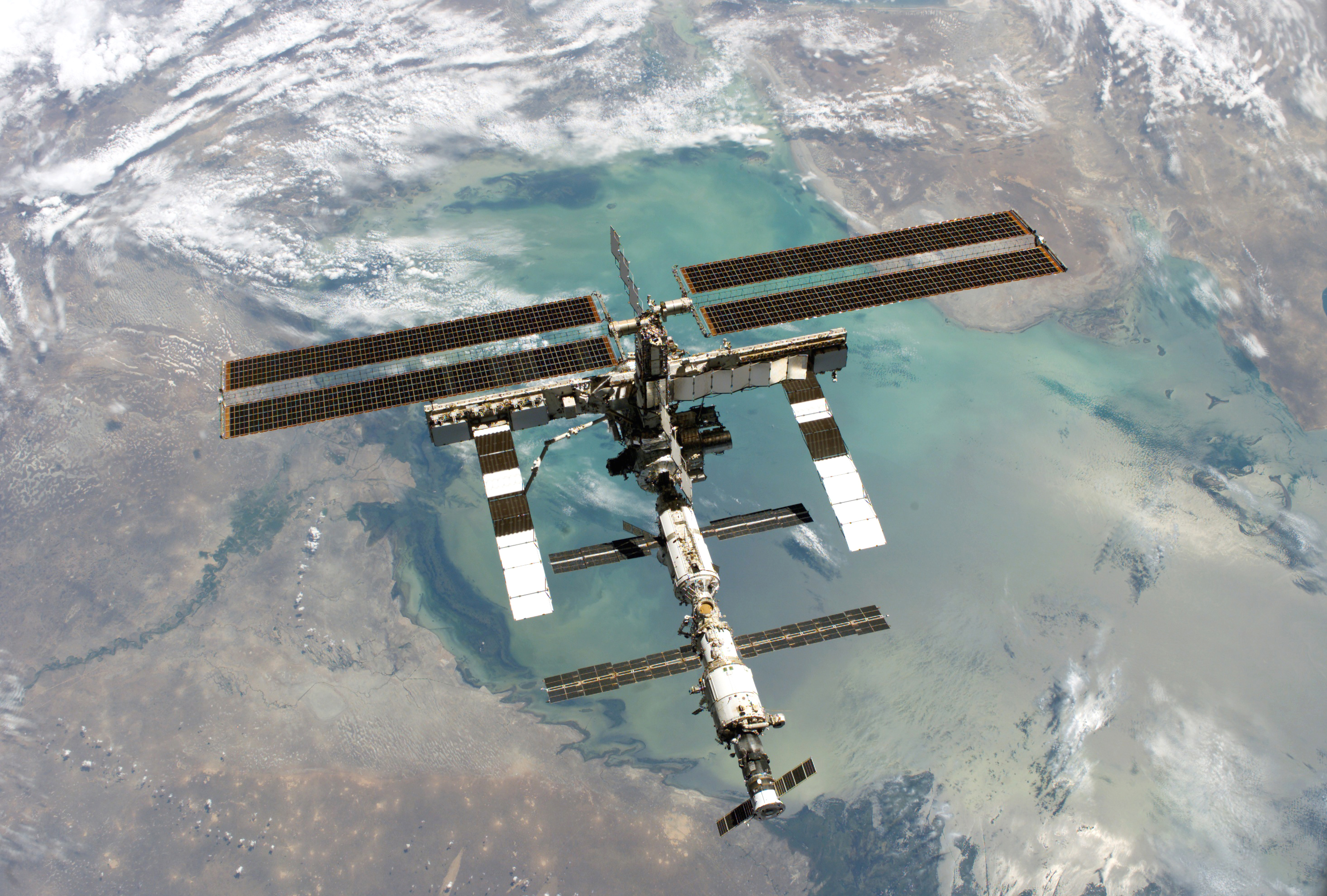
LF 1
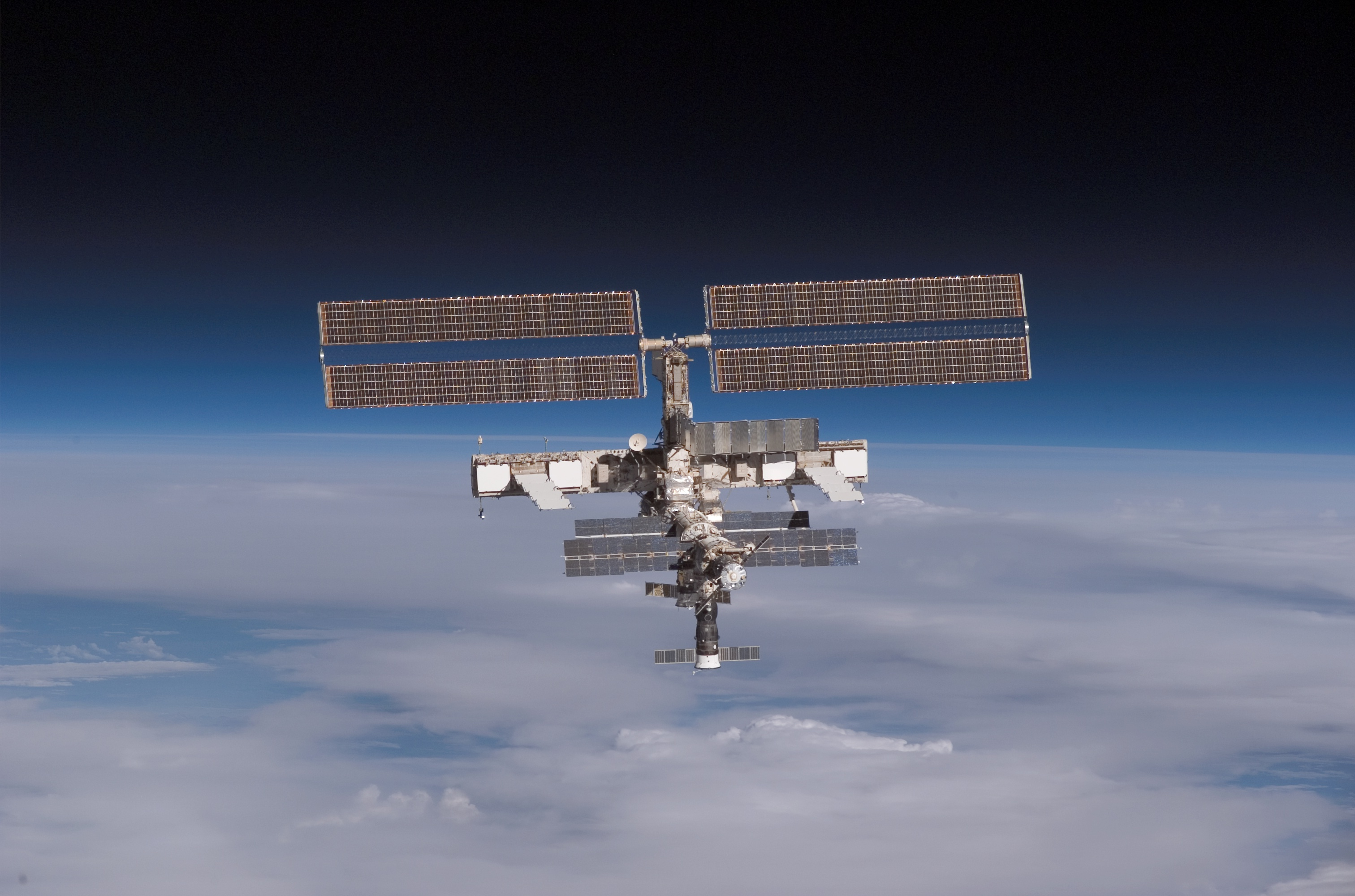
ULF 1.1
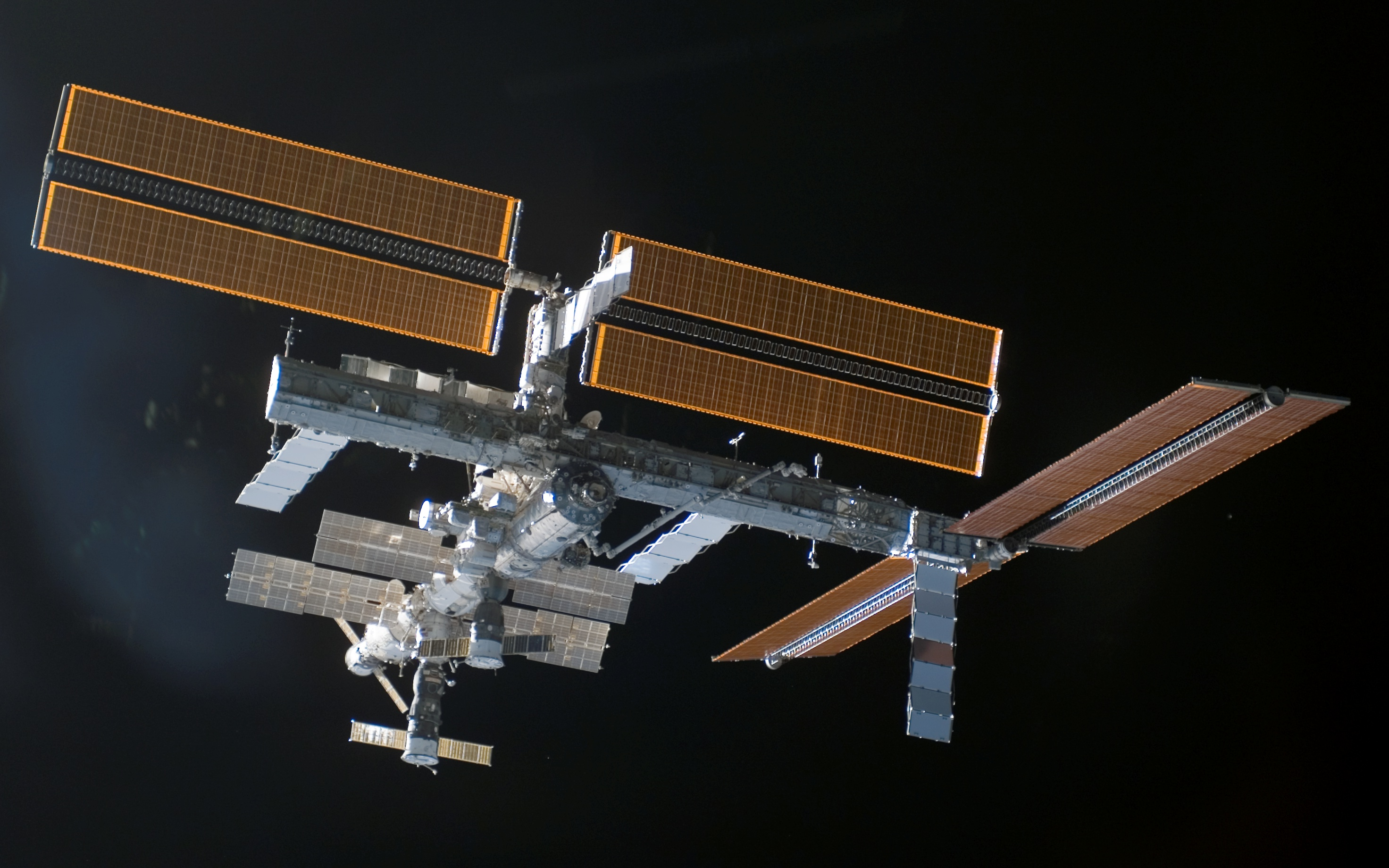
12A
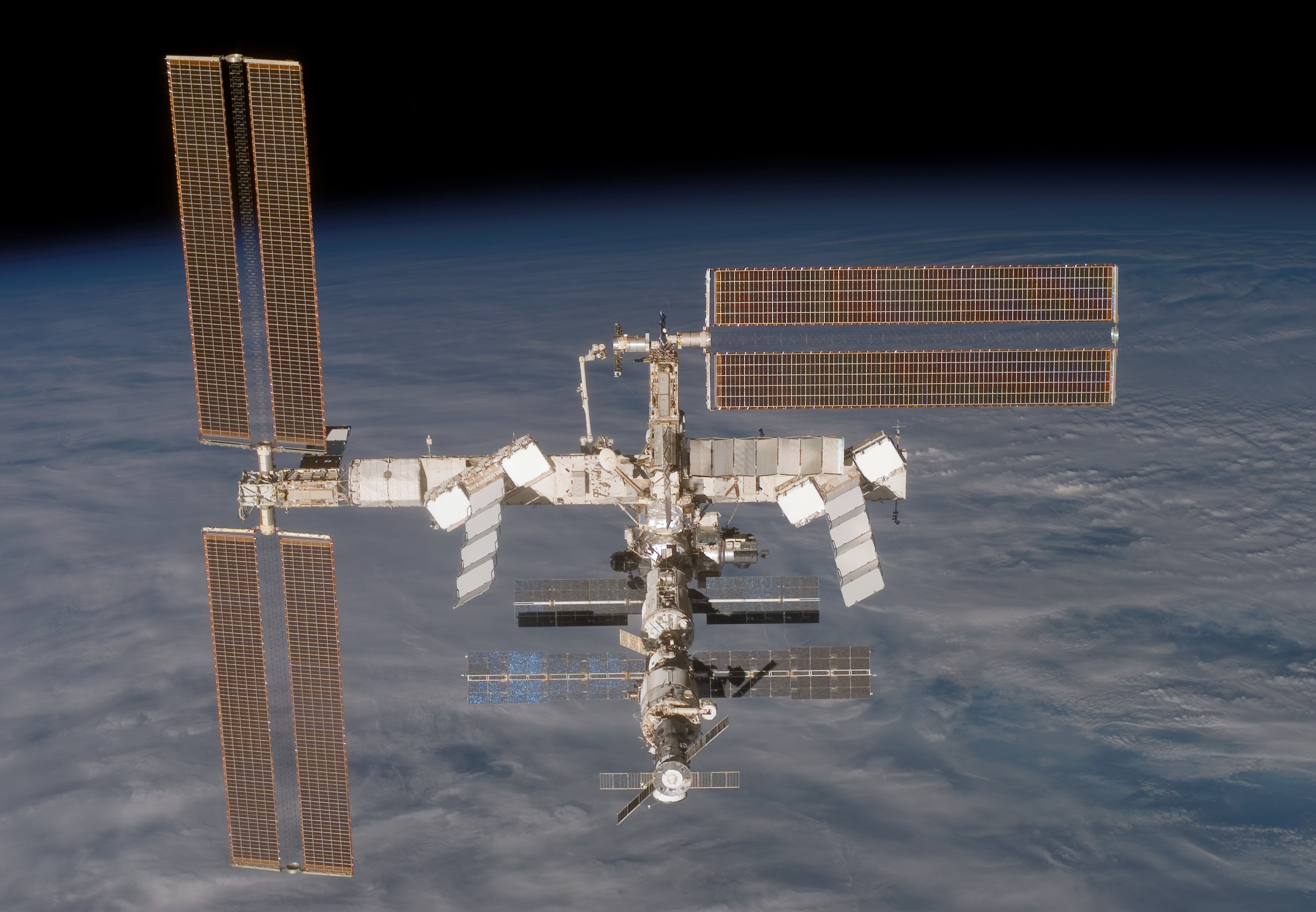
12A.1
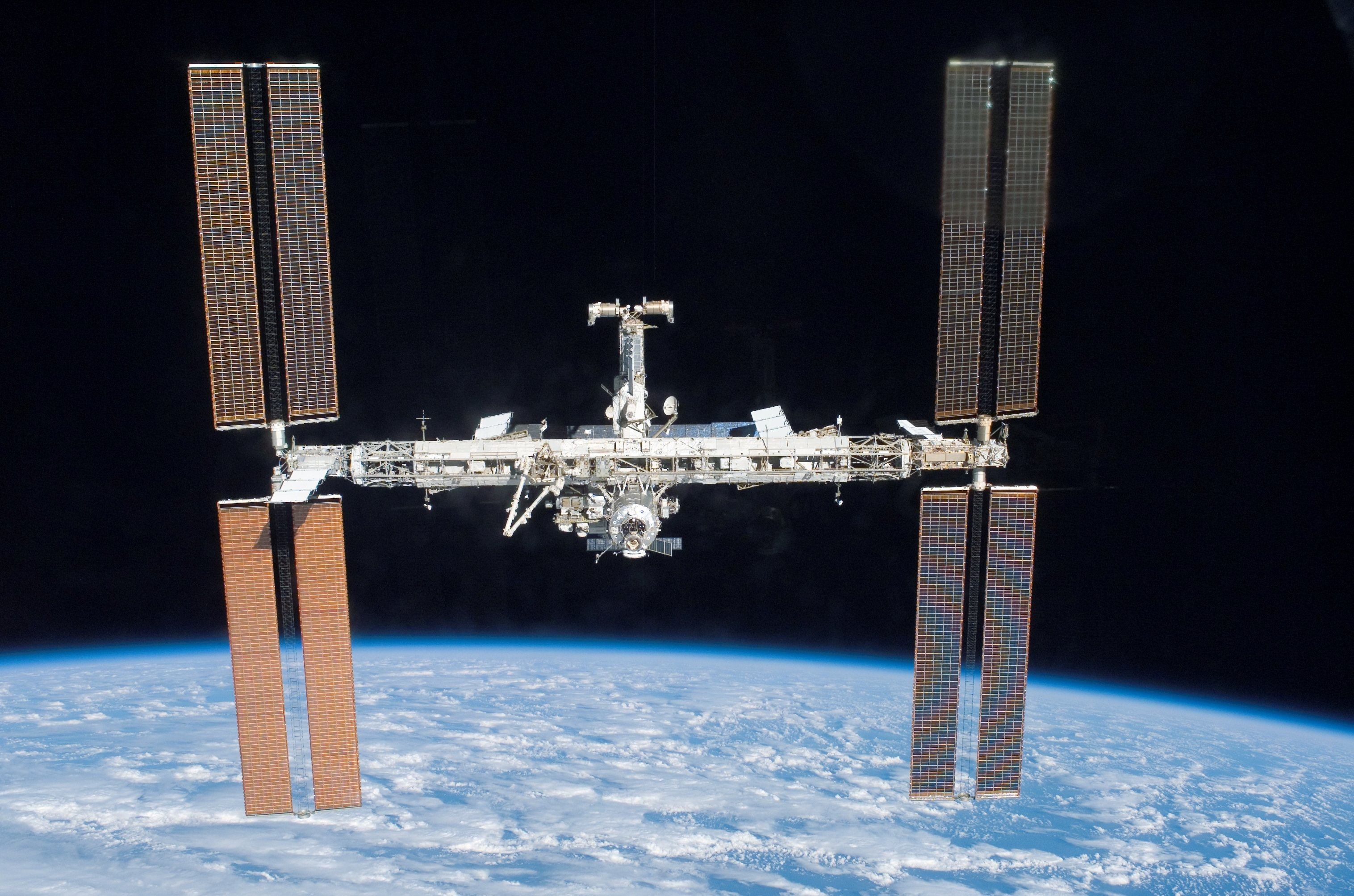
13A
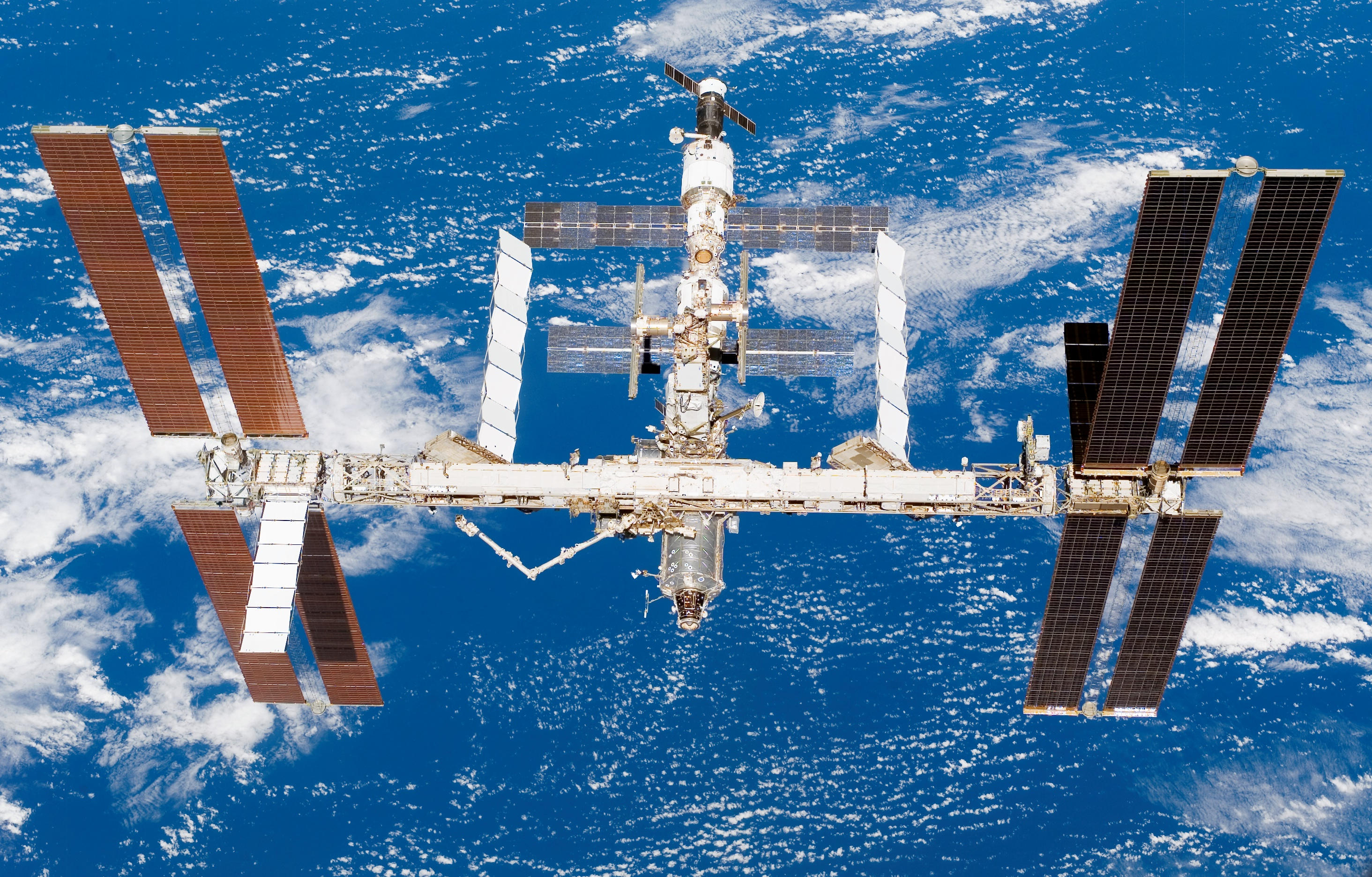
13A.1
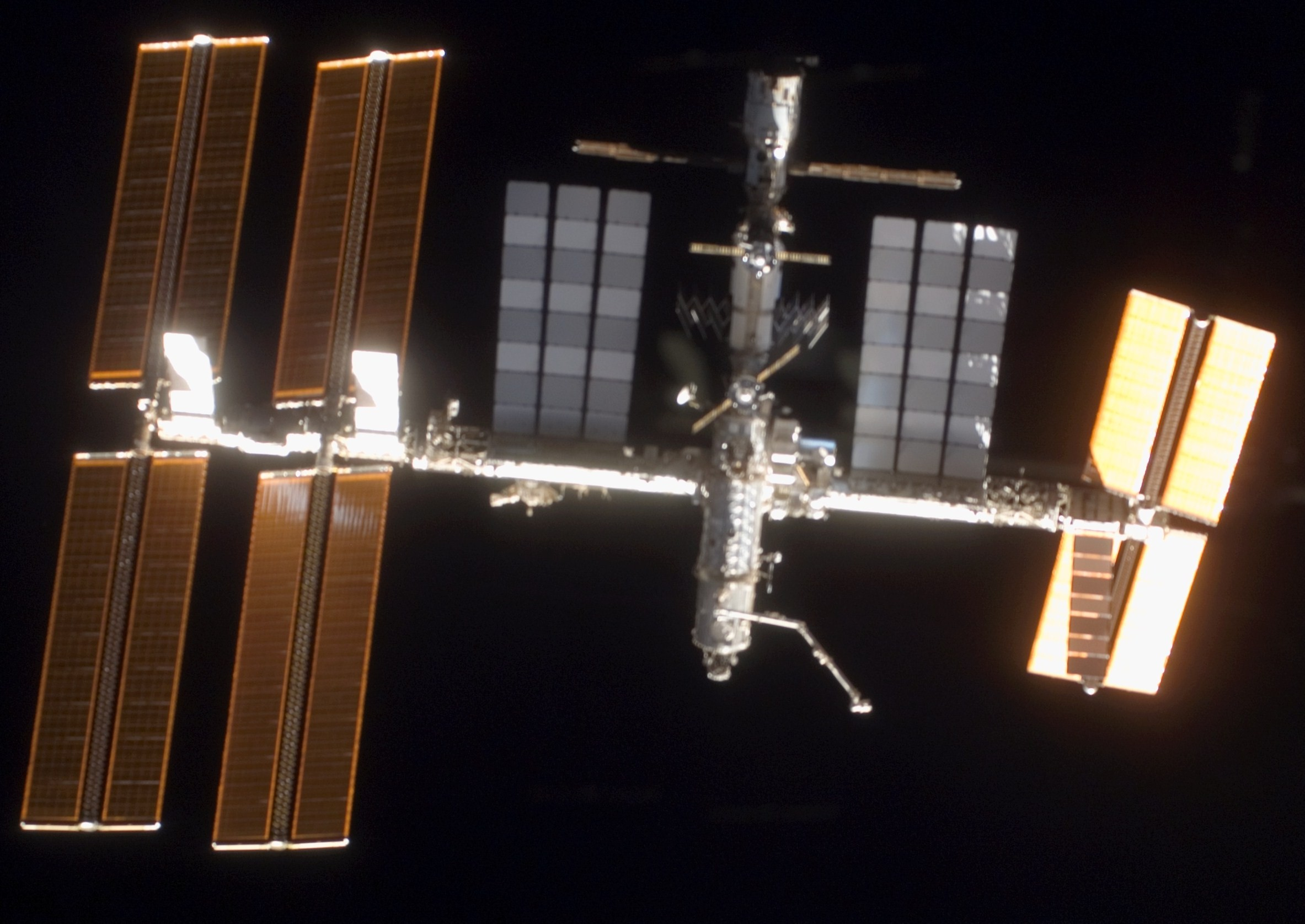
10A
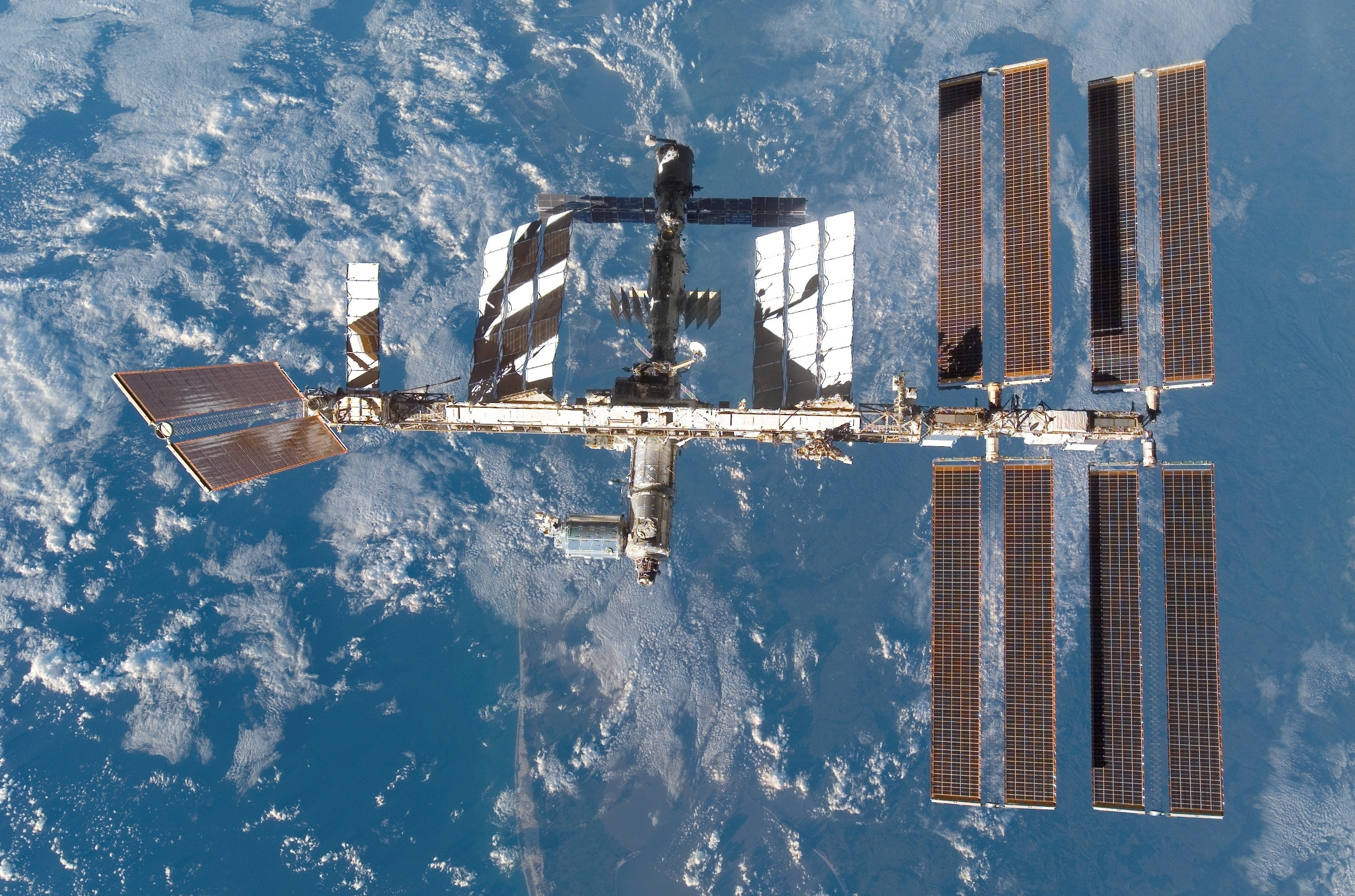
1E
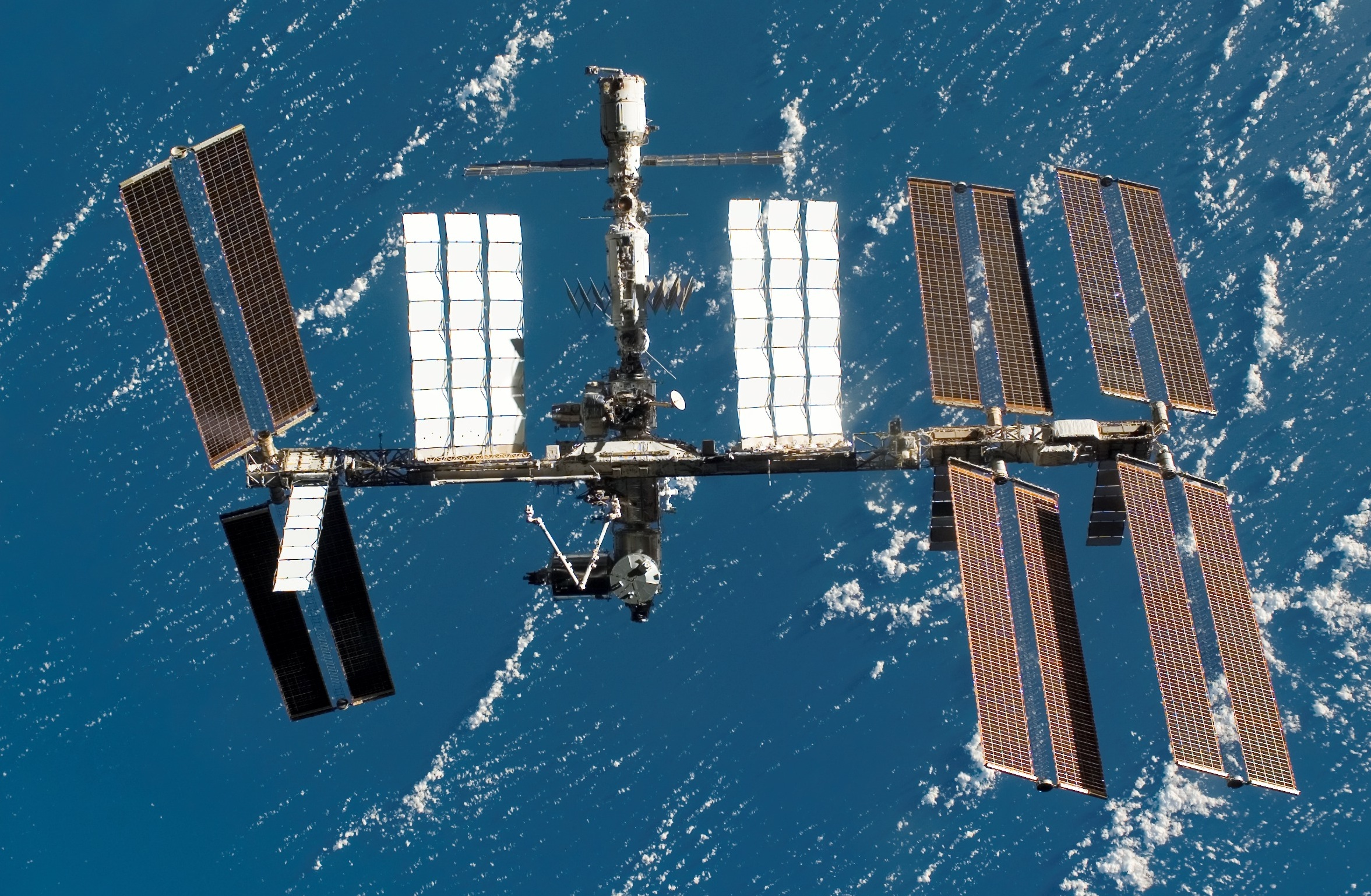
1J/A
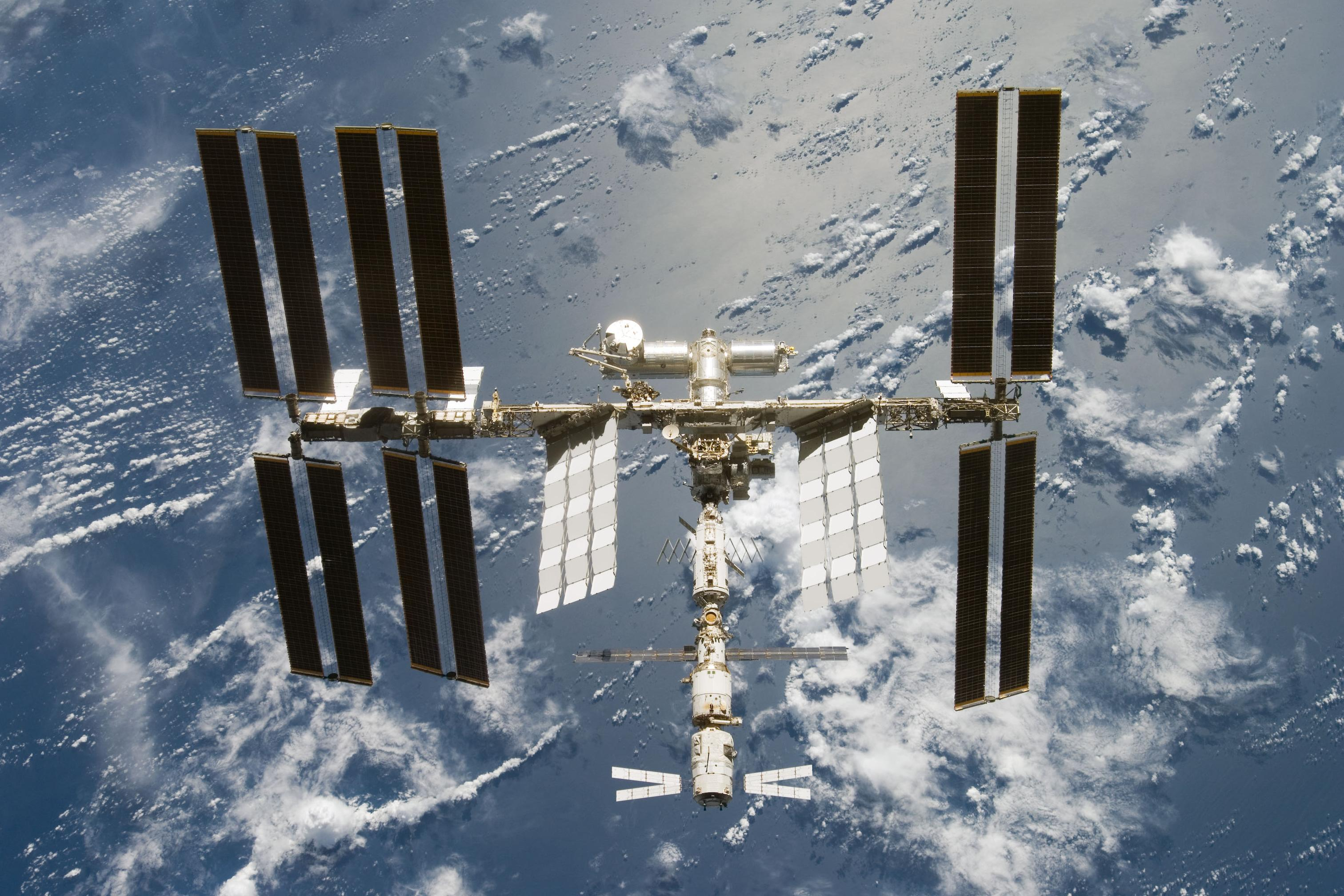
1J